# Enterprise (Schiff, 1938)
Die USS Enterprise (CV-6) war ein Flottenflugzeugträger der United States Navy und das zweite Schiff der Yorktown-Klasse. Der Träger, das siebte Schiff mit diesem Namen, wurde 1938 als sechster Flugzeugträger der US-Marine in Dienst gestellt. Als einziges der drei Schiffe ihrer Klasse erlebte die Enterprise das Ende des Zweiten Weltkriegs, wurde dann aber 1947 außer Dienst gestellt und schließlich von 1958 bis 1960 verschrottet. Sie nahm an nahezu allen wichtigen Seeschlachten und Operationen auf dem pazifischen Kriegsschauplatz teil und war zeitweilig der einzige einsatzbereite Flugzeugträger der US-Marine im gesamten Pazifikraum. Bis heute ist sie mit 20 verliehenen Battle Stars das höchstdekorierte Schiff in der Geschichte der US Navy.

## Geschichte

### Bau und Indienststellung
Die USS Enterprise wurde am 16. Juli 1934 auf Kiel gelegt. Der Stapellauf fand am 3. Oktober 1936 statt und die Übergabe an die amerikanische Marine erfolgte am 12. Mai 1938.
Eigentlich war die USS Enterprise das Ergebnis von Abrüstungsverhandlungen, die 1921 zwischen den USA, Großbritannien, dem Kaiserreich Japan sowie Frankreich und Italien geführt wurden. Das Abkommen erlaubte den USA 135.000 t für die gesamte Flugzeugträgerflotte. Die ersten drei gebauten Träger, die Langley, die Lexington und die Saratoga waren umgebaute Schiffe anderer Klassen. Die Ranger war der erste Träger, der auch als solcher geplant war.
Als US-Präsident Franklin D. Roosevelt 1933 den New Deal verkündete, waren im Verteidigungsetat auch 40 Mio. US-Dollar für zwei neue Flugzeugträger vorgesehen. Das Schwesterschiff Yorktown wurde am 21. Mai 1934 auf Kiel gelegt, und die USS Enterprise zwei Monate später.
Die Jungfernfahrt führten die Enterprise und die Yorktown im Mai 1938 nach Rio de Janeiro. Konteradmiral William Halsey führte dabei den Oberbefehl und Captain Newton H. White das erste Kommando über die Enterprise. Doch schon im November wurde er durch Captain Charles Alan Pownall abgelöst, der das Schiff 1939 zur Pazifikflotte brachte. Im Mai 1940 wurde die Flotte zur Abschreckung Japans nach Pearl Harbor verlegt.

### Japanischer Angriff auf Pearl Harbor
Am 28. November 1941 lief die Enterprise aus, um Flugzeuge und Piloten nach Wake Island zu bringen. Sie sollte am 6. Dezember wieder in Pearl Harbor sein, aber ein Schlechtwettergebiet führte dazu, dass sie sich noch über 200 Meilen westlich befand, als die Japaner Pearl Harbor angriffen.
Aus Sicherheitsgründen ließ Konteradmiral Halsey am Morgen des 7. Dezembers neun Rotten Dauntless-Sturzkampfbomber der USS Enterprise starten. Die 18 Flugzeuge hatten die Aufgabe, fächerförmig in östlicher Richtung das Seegebiet vor dem Flugzeugträgerkampfverband aufzuklären und dann direkt auf Ford Island zu landen, wo die USS Enterprise vor Anker gehen sollte.
Die ersten dieser Flugzeuge erreichten die Insel gegen 8 Uhr Ortszeit, während der ersten Welle des japanischen Angriffes. Sofort wurden die anfliegenden amerikanischen Flugzeuge von japanischen Begleitjägern vom Typ Mitsubishi A6M Zero attackiert. Den Japanern gelangen dabei mehrere Abschüsse, bei denen insgesamt acht Amerikaner ihr Leben verloren. Durch einen Zusammenstoß eines amerikanischen Sturzkampfbombers mit einem japanischen Sturzkampfbomber des Typs Aichi D3A verloren auch die Angreifer eine Maschine. Dies war der einzige Verlust, den die USS Enterprise an diesem Tag dem neuen Kriegsgegner zufügen konnte.

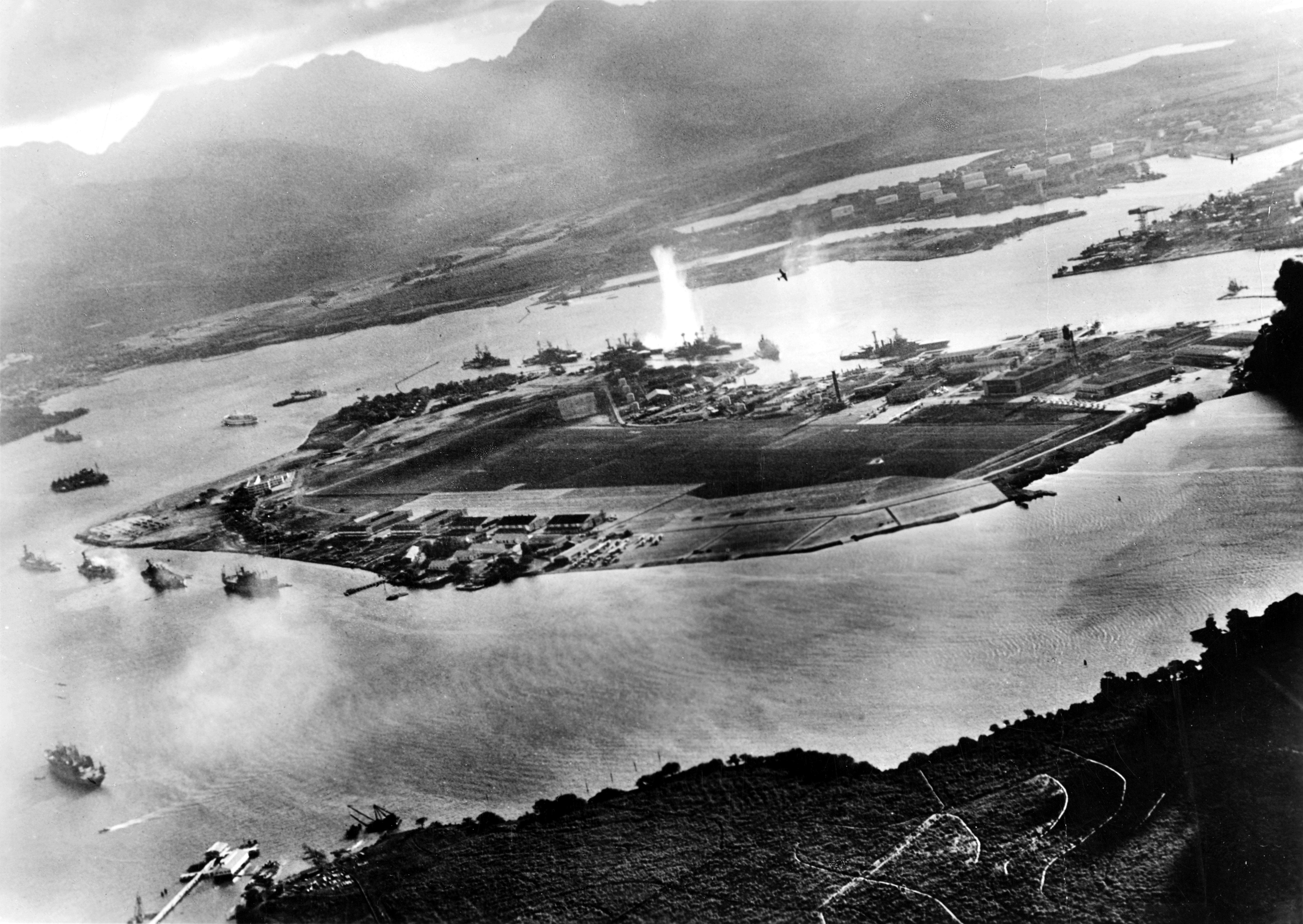
Beginn des japanischen Angriffes auf Pearl Harbor, wenig später trafen die ersten Dauntless-Sturzkampfbomber der USS Enterprise ein

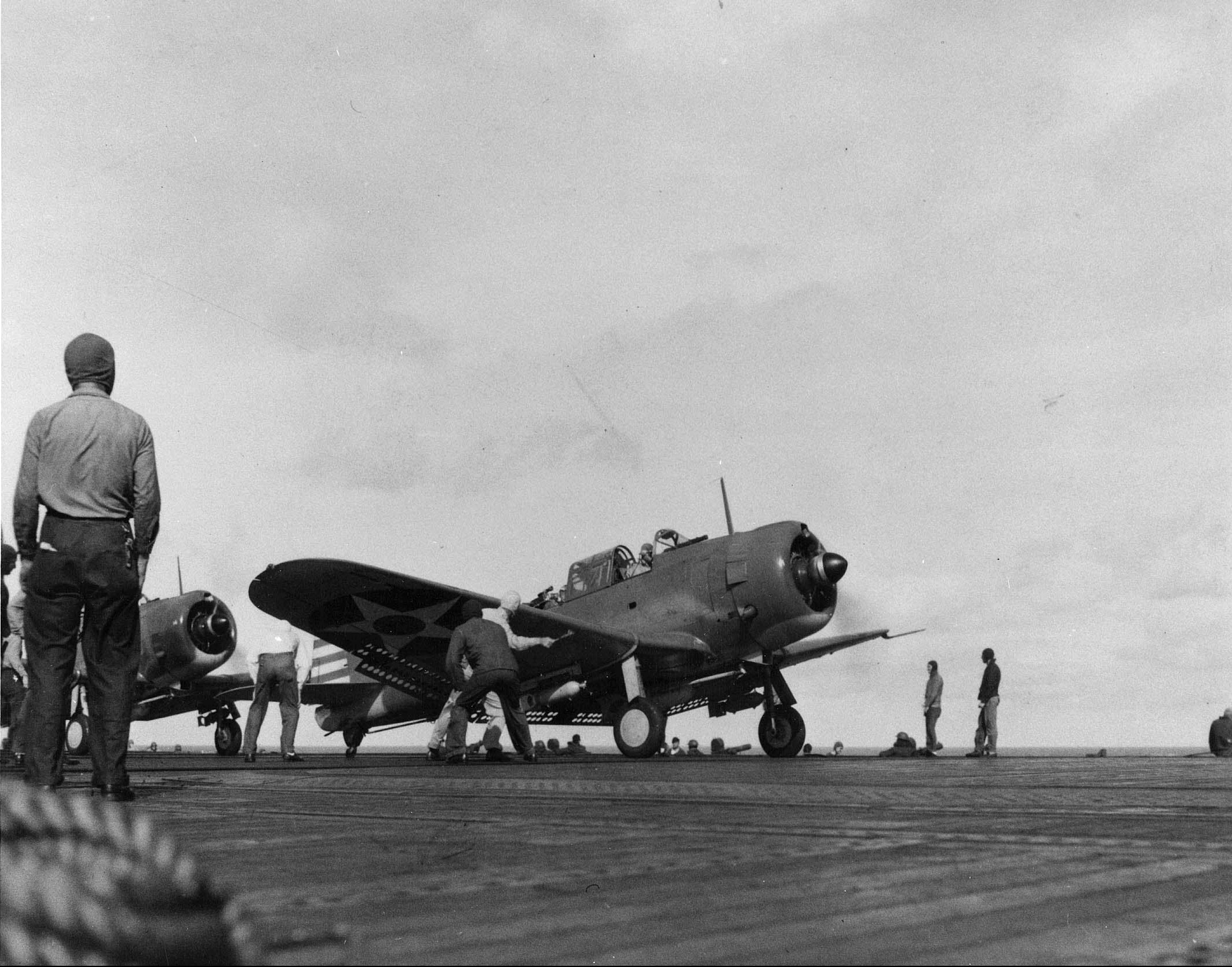
Ein Dauntless-Sturzkampfbomber, der am 1. Februar 1942 für einen Angriff auf die Marshallinseln vorbereitet wird

Einem Piloten gelang das Absetzen folgenden Funkspruches an die 150 Seemeilen entfernte Trägerkampfgruppe, die daraufhin sofort in Alarmbereitschaft versetzt wurde:

„Pearl Harbor is under attack by the Japanese. This is no shit.“

Konteradmiral Halsey ließ in weiterer Folge die restlichen Dauntless-Sturzkampfbomber, Torpedobomber vom Typ Douglas TBD Devastator sowie sechs Wildcat-Begleitjäger aufsteigen, um nach dem japanischen Angriffsverband zu suchen. Nach erfolgloser stundenlanger Suche begann mit Einbruch der Dämmerung die Landung der insgesamt 24 Bombenflugzeuge auf der Enterprise, während die sechs Jagdflugzeuge nach Pearl Harbor umgeleitet wurden. Beim Überflug des Hafens erfolgte durch Offiziere des Schlachtschiffes Pennsylvania eine falsche Identifizierung der Maschinen. Nachdem die Flugabwehr des Schlachtschiffes das Feuer eröffnete, setzte sofort im gesamten Hafen panikartiges Abwehrfeuer ein. Dieser Eigenbeschuss kostete weitere drei amerikanische Piloten das Leben.
Nach erfolgter Treibstoff- und Proviantübernahme in Pearl Harbor am 8. Dezember lief der Flugzeugträger wieder aus. Zwei Tage später entdeckte ein Dauntless-Sturzkampfbomber das japanische U-Boot I-70, das er trotz heftiger Gegenwehr versenken konnte.

### Einsätze im Pazifikkrieg
Die Enterprise hat an über einem Dutzend verschiedener Einsätze im Pazifikkrieg teilgenommen.

#### Wake Island
Am 20. Dezember 1941 lief die Enterprise im Rahmen der Task Force 8 unter der Führung von Konteradmiral William Halsey aus Pearl Harbor aus, um an der Schlacht um Wake teilzunehmen. Der Flugzeugträger wurde dabei begleitet von den Kreuzern Chester, Northampton und Salt Lake City sowie den Schiffen der 11. (Balch, Craven, Gridley, McCall und Maury) und 12. (Fanning, Dunlap, Benham, Ellet) Zerstörer-Division.
Die TF 8 sollte als Deckungsgruppe im Gebiet zwischen den Midwayinseln und dem Johnston-Atoll für die einige Tage zuvor ausgelaufenen TF 11 (Lexington) und TF 14 (Saratoga) bereitgehalten werden. Der nach dem Desaster vom 7. Dezember interimistisch als Oberbefehlshaber der Pazifikflotte eingesetzte Konteradmiral William S. Pye konnte sich aber nicht entschließen, die Flugzeugträgergruppen rechtzeitig einzusetzen. Am 23. Dezember, an diesem Tag kapitulierte auch die Besatzung der Insel Wake, erhielten alle drei Kampfgruppen den Befehl, nach Pearl Harbor zurückzukehren.

#### Marshallinseln

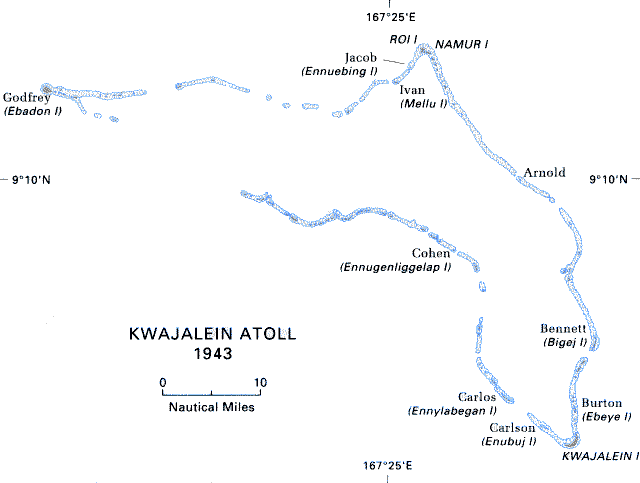
Das Kwajalein-Atoll mit dem Flugfeld von Roi-Namur im Norden und dem Anlegeplatz in der Lagune von Kwajalein im Süden

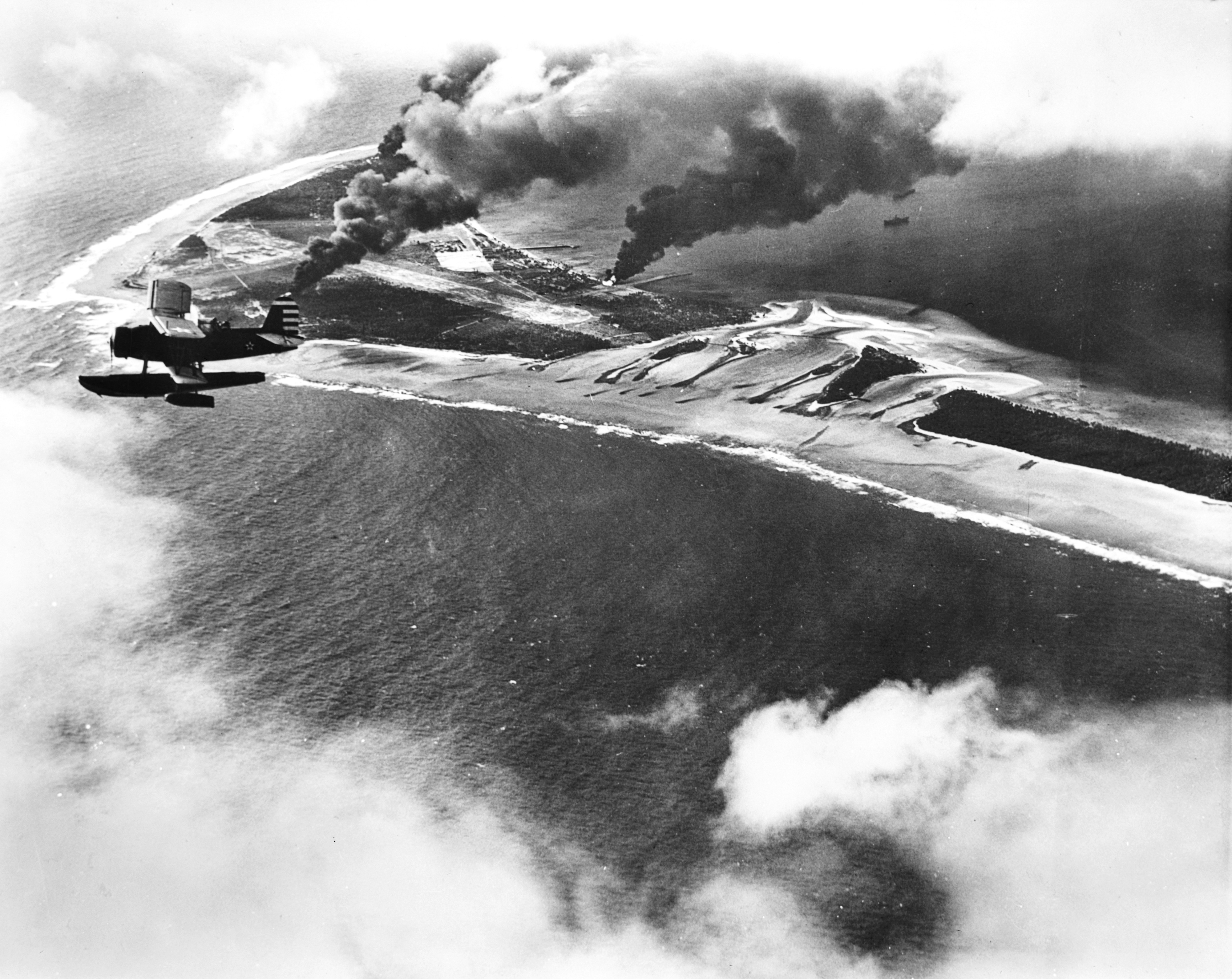
Das brennende Wotje-Atoll nach den Angriffen der Flugzeuge der USS Enterprise und dem Beschuss durch amerikanische Kreuzer

Auf Drängen des Oberbefehlshabers der United States Fleet (COMINCH) Ernest J. King befahl der neu eingesetzte Oberbefehlshaber der Pazifikflotte (CinCPAC) Chester W. Nimitz einen Angriff seiner Flugzeugträger auf japanische Flugplätze und Militäranlagen auf Atolle der Marshallinseln und Gilbert-Inseln.
Am 11. Januar lief die USS Enterprise im Rahmen der Task Force 8 in Richtung Amerikanisch-Samoa aus. Dort sollte sie sich mit der Task Force 17, die rund um das Schwesterschiff, der USS Yorktown, gebildet worden war, treffen. Die vom Atlantik in den Pazifik beorderte USS Yorktown war gerade mit einem Geleitzug in dieses Gebiet unterwegs, um auf Samoa 5000 US Marines abzusetzen.
Während der Fahrt in dieses Gebiet wurde in allen Räumen der USS Enterprise die weiße Wand- und Deckenbemalung mühsam entfernt. Diese leicht brennbare Farbe hatte sich beim Angriff auf Pearl Harbor als Todesfalle für viele Matrosen auf den getroffenen Schlachtschiffen erwiesen. Vom 18. bis zum 25. Januar befand sich das Schiff nördlich von Samoa, um mit seinen Fliegerkräften das Anlanden der 5000 Marineinfanteristen zu sichern, bevor sich die beiden Trägerkampfgruppen in Richtung Marshall- und Gilbert-Inseln in Bewegung setzten.
Auf der Fahrt ins Zielgebiet nahmen die Schiffe der Task Force 8 vom Tankschiff USS Platte zusätzlichen Treibstoff auf. Aufgrund von Verzögerungen konnte die USS Enterprise erst bei Einbrechen der Dunkelheit mit dem Auftanken beginnen, was zuvor noch nie in der Geschichte der amerikanischen Marine probiert worden war.
In der Nacht auf den 1. Februar 1942 befanden sich beide Flugzeugträgergruppen bereits kurz vor dem Zielgebiet. Während die USS Yorktown auf Ziele auf den Gilbert-Inseln angesetzt war und dabei wegen schlechten Wetters nur marginale Ergebnisse erzielten konnte, lagen die Angriffsziele der USS Enterprise auf den Kwajalein-, Maloelap- und Wotje-Atollen, die Teil der Marshallinseln waren.
Die erste von mehreren Angriffswellen, bestehend aus 37 Dauntless-Sturzkampfbombern und 9 Devastator-Torpedobombern, startete bereits vor Sonnenaufgang. Die Aufgabe der Sturzkampfbomber war die Zerstörung eines Flugfelds bei Roi-Namur im Norden des Kwajalein-Atolls, während die Torpedobomber Schiffe, die man südlich des Atolls vermutete, anzugreifen hatten. Da die Flugzeuge rund 150 Meilen bis zum Ziel zurückzulegen hatten und dieses aufgrund von veraltetem Kartenmaterial nicht sofort gefunden werden konnte, fiel beim Angriff der Überraschungseffekt weitgehend weg. Die Folge war, dass japanische Jagdflugzeuge vom Typ Mitsubishi A5M und die Bodenverteidigung des Flugplatzes vier der angreifenden Dauntless-Sturzkampfbomber abschießen konnten. Acht Besatzungsmitglieder verloren dabei ihr Leben. Trotz dieser Verluste konnten einige gegnerischen Flugzeuge auf dem Boden, Gebäude und ein Munitionsdepot zerstört werden.
Die Devastator-Torpedobomber flogen zur gleichen Zeit über der Lagune von Kwajalein im Süden des Atolls den ersten Torpedo-Luftangriff in der amerikanischen Militärgeschichte und versenkten ein Transportschiff und beschädigten weitere Schiffe, darunter den leichten Kreuzer Katori.
Eine Gruppe von sechs Wildcat-Jagdflugzeugen, ebenfalls mit Bomben bestückt, hatte ein Flugfeld auf Taroa Island (Maloelap Atoll) als Ziel zugewiesen bekommen. Beim Start ging eines der Flugzeuge wegen eines Flugfehlers verloren, wobei der Pilot ums Leben kam. Über dem Ziel stießen auch die Wildcats auf Mitsubishi A5M-Abfangjäger, von denen einer abgeschossen werden konnte. Dies bedeutete nicht nur den ersten Luftsieg einer Enterprise-Maschine im Zweiten Weltkrieg, sondern überhaupt den eines US-Marinefliegers seit Beginn der Auseinandersetzungen mit Japan. Auch die Bomben, die die Wildcats auf das Flugfeld warfen, stellten die ersten Einschläge von amerikanischen Fliegerbomben auf japanisch besetztem Gebiet in diesem Krieg dar.

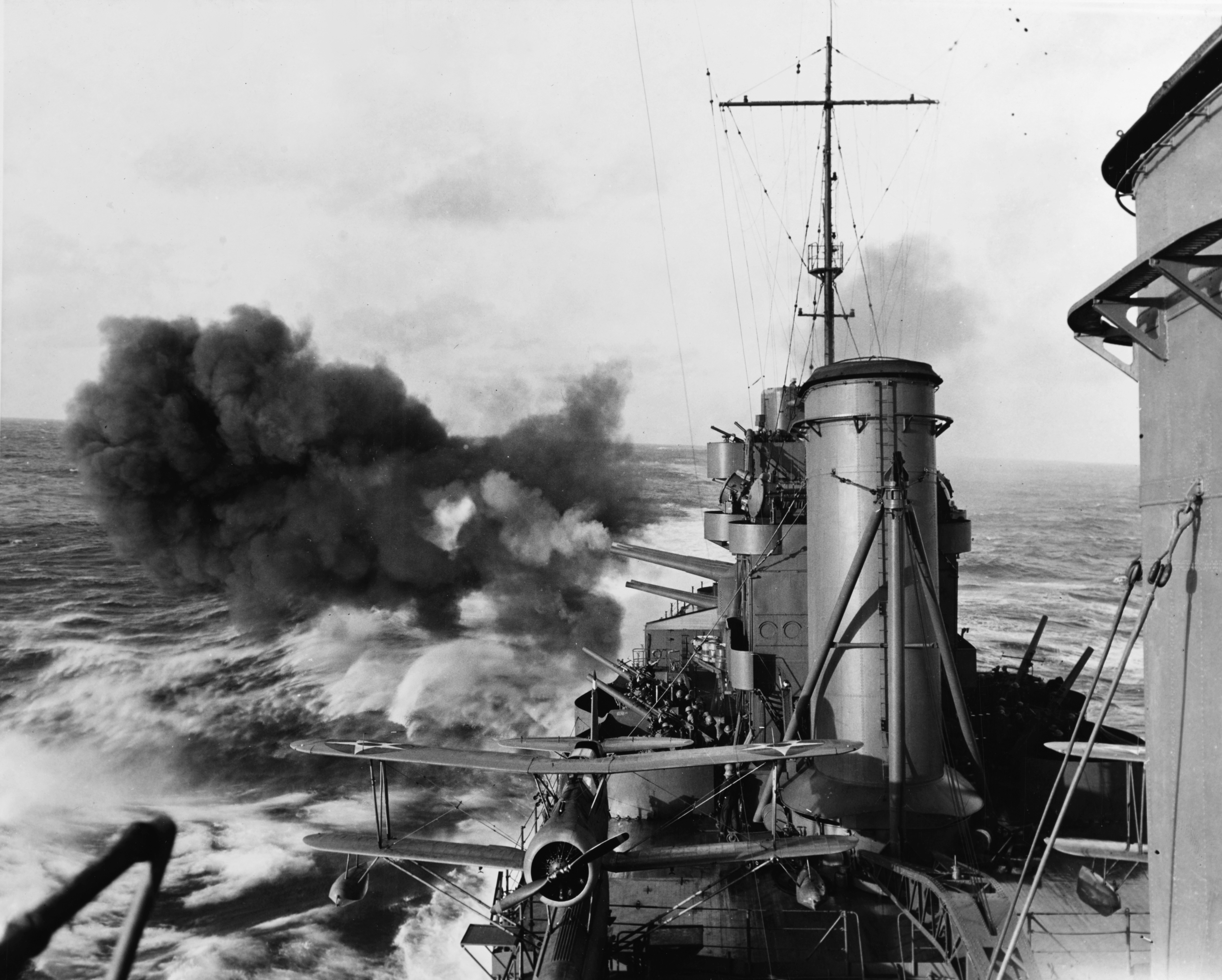
Der Kreuzer USS Salt Lake City beim Beschuss des Wotje-Atolls

Parallel dazu erfolgte auch ein Beschuss der japanischen Einrichtungen durch die Kreuzer der Deckungsgruppe der USS Enterprise wie der USS Salt Lake City und der USS Northampton.
Der Tag entwickelte sich anstatt des geplanten Hit-and-Run-Unternehmens zu einem mehrstündigen Dauereinsatz, bei dem insgesamt 158 Angriffe geflogen wurden. Gegen 13:30 Uhr befahl Konteradmiral Halsey den Rückzug der gesamten Kampfgruppe. Denn die Japaner hatten in der Zwischenzeit auch zum Gegenschlag ausgeholt und mit einigen Mitsubishi-G3M-Bombern den Kreuzer USS Chester, der ebenfalls der Deckungsgruppe der USS Enterprise angehörte, angegriffen und dabei acht Seeleute getötet. Die gleiche japanische Kampfgruppe attackierte am Nachmittag auch zweimal die USS Enterprise. Beim ersten Versuch wurde die Führungsmaschine der Japaner so stark beschädigt, dass sich der Pilot dazu entschied, sein Flugzeug in selbstmörderischer Absicht auf den Flugzeugträger stürzen zu lassen. Die Luftabwehr der USS Enterprise schoss aus allen Rohren auf den japanischen Bomber und trug so ihren Teil dazu bei, dass der Angreifer das Schiff letztendlich nur um wenige Meter verfehlte. Beim zweiten Angriff gelang es zwei japanischen Flugzeugen Bomben auf den Flugzeugträger abzuwerfen, die ihn aber aufgrund der eingeleiteten Wendemanöver verfehlten. Eine der beiden Maschinen konnte beim Abflug von einem Wildcat-Piloten abgeschossen werden.
Bei der Rückkehr nach Pearl Harbor am 5. Februar wurde die USS Enterprise bei ihrer Ankunft im Hafen frenetisch empfangen. Admiral Halsey erhielt vom Oberbefehlshaber der Pazifikflotte (CinCPAC) Chester W. Nimitz für diese ersten Erfolge der USS Enterprise und ihrer Begleitschiffe die Navy Distinguished Service Medal verliehen. Die Aktion fand große Beachtung in den Medien und der Öffentlichkeit konnte mit Halsey, nach dem Schock von Pearl Harbor, endlich ein Held präsentiert werden.
Auch wenn die angerichteten Schäden nicht allzu groß waren – die Japaner verloren das Transportschiff Bordeaux Maru, einige Flugzeuge und hatten etwa 90 Tote zu verzeichnen, darunter auch zum ersten Mal mit Yatsushiro Sukeyoshi einen Offizier im Admiralsrang – war der Erfolg der USS Enterprise wichtig für die Moral der Pazifikflotte. Zusätzlich konnten bei diesem Angriffsunternehmen wichtige Erkenntnisse für zukünftige Operationen gewonnen werden. Der Erfolg wurde mit zwölf gefallenen Soldaten, die, bis auf einen, alle dem fliegenden Personal angehört hatten, bezahlt.

#### Wake Island
Fast auf den Tag genau zwei Monate nachdem die Japaner die Insel Wake erobert hatten, griff die USS Enterprise das Atoll im Rahmen einer Hit und Run-Aktion an. Der Flugzeugträger verließ dazu am 14. Februar 1942 den Hafen von Pearl Harbor wieder im Rahmen der Task Force 8. Begleitet wurde sie dieses Mal von den Kreuzern USS Salt Lake City und USS Northampton sowie von den Zerstörern USS Balch, USS Craven, USS Dunlap, USS Maury, USS Blue und USS Ralph Talbot sowie dem Tanker USS Sabine (AO-25).
Zehn Tage später starteten bei schlechtem Wetter 36 Dauntless-Sturzkampfbomber, um die nunmehr japanische Insel anzugreifen. Der erste Verlust trat bereits am Beginn des Angriffes auf, als das zweite gestartete Flugzeug unmittelbar nach dem Start ins Meer stürzte und dabei der Bordschütze ums Leben kam, während der Pilot von einem Begleitzerstörer gerettet werden konnte. Die restlichen Maschinen zerstörten auf Wake Island Treibstoffdepots und Gebäude der Besatzer. Zusätzlich wurde die Insel von den beiden Kreuzern und zwei Zerstörern der Task Force mit ihren Bordgeschützen angegriffen. Der zweite Verlust des Tages erfolgte mit dem Abschuss eines der angreifenden Flugzeuges durch die japanischen Verteidiger.

#### Marcus Island
Am 4. März führte die USS Enterprise bereits den nächsten Angriff durch. Dieses Mal war das Ziel die nur rund 1000 Meilen von Japan entfernte Insel Minami-Torishima (Marcus Island). Da so nahe am japanischen Festland mit Konterattacken des Kriegsgegners gerechnet werden musste, bestand die Tast Force 8 nur aus dem Flugzeugträger und den beiden Kreuzern, während die langsameren Zerstörer in Pearl Harbor verblieben.
Die Angriffsformation, bestehend aus 37 Dauntless-Sturzkampfbombern, startete in der Dunkelheit bereits 145 Meilen vor dem Ziel. Mittels Radar wurden die Flugzeuge an Marcus Island herangeführt. Den japanischen Verteidigern gelang es, eine Maschine abzuschießen, die überlebende Besatzung geriet in Kriegsgefangenschaft.
Zurückgekehrt nach Pearl Harbor erfolgte eine Umrüstung der Wildcat-Staffel auf die Variante F4F-4. Diese neuen Wildcats hatten sechs statt vier 12,7-mm-MG sowie Klappflügel. Durch diese technische Neuerung konnten statt 18 nunmehr 27 Jagdflugzeuge auf der USS Enterprise untergebracht werden. Die neue Flugzeugvariante war bei den Enterprise-Piloten aber nicht unbedingt beliebt, weil sie bei gleicher Leistung schwerer war als der Vorgänger, wodurch es zu Einbußen bei der Geschwindigkeit kam.

#### Doolittle Raid

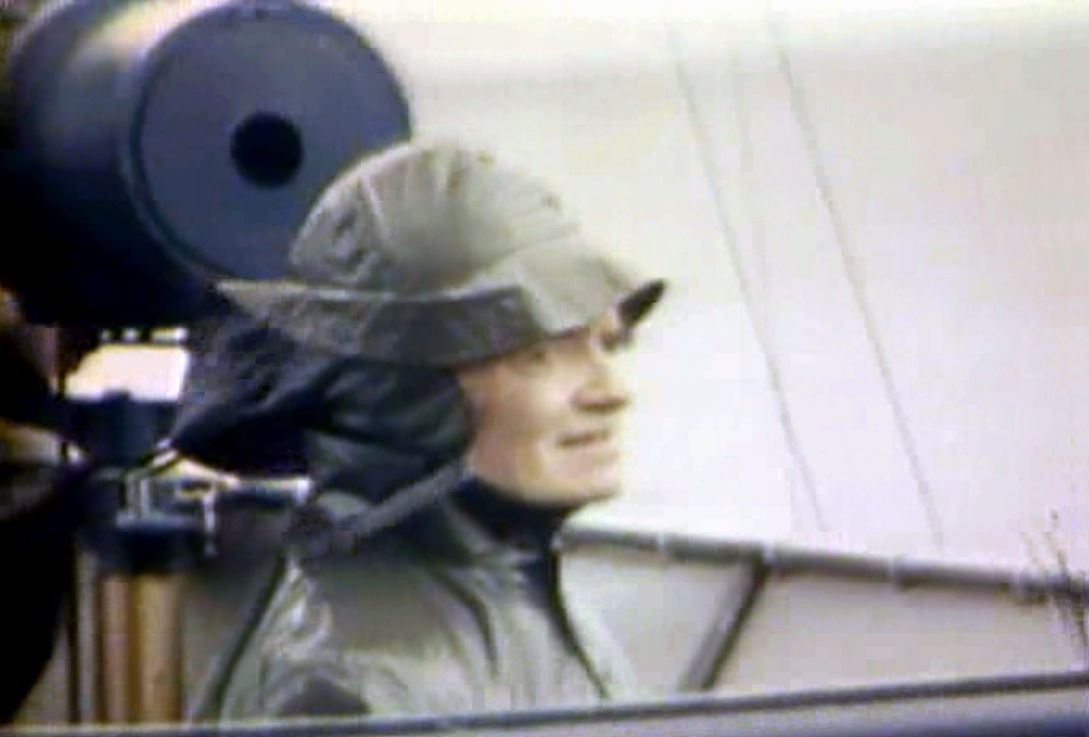
Vizeadmiral Halsey an Bord der USS Enterprise während des Doolittle Raids im April 1942

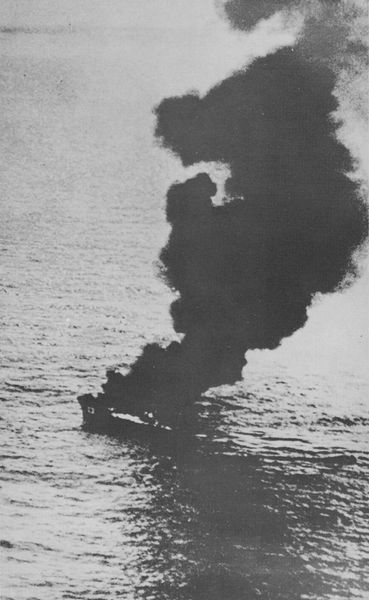
Das brennende japanische Patrouillenboot Nitta Maru

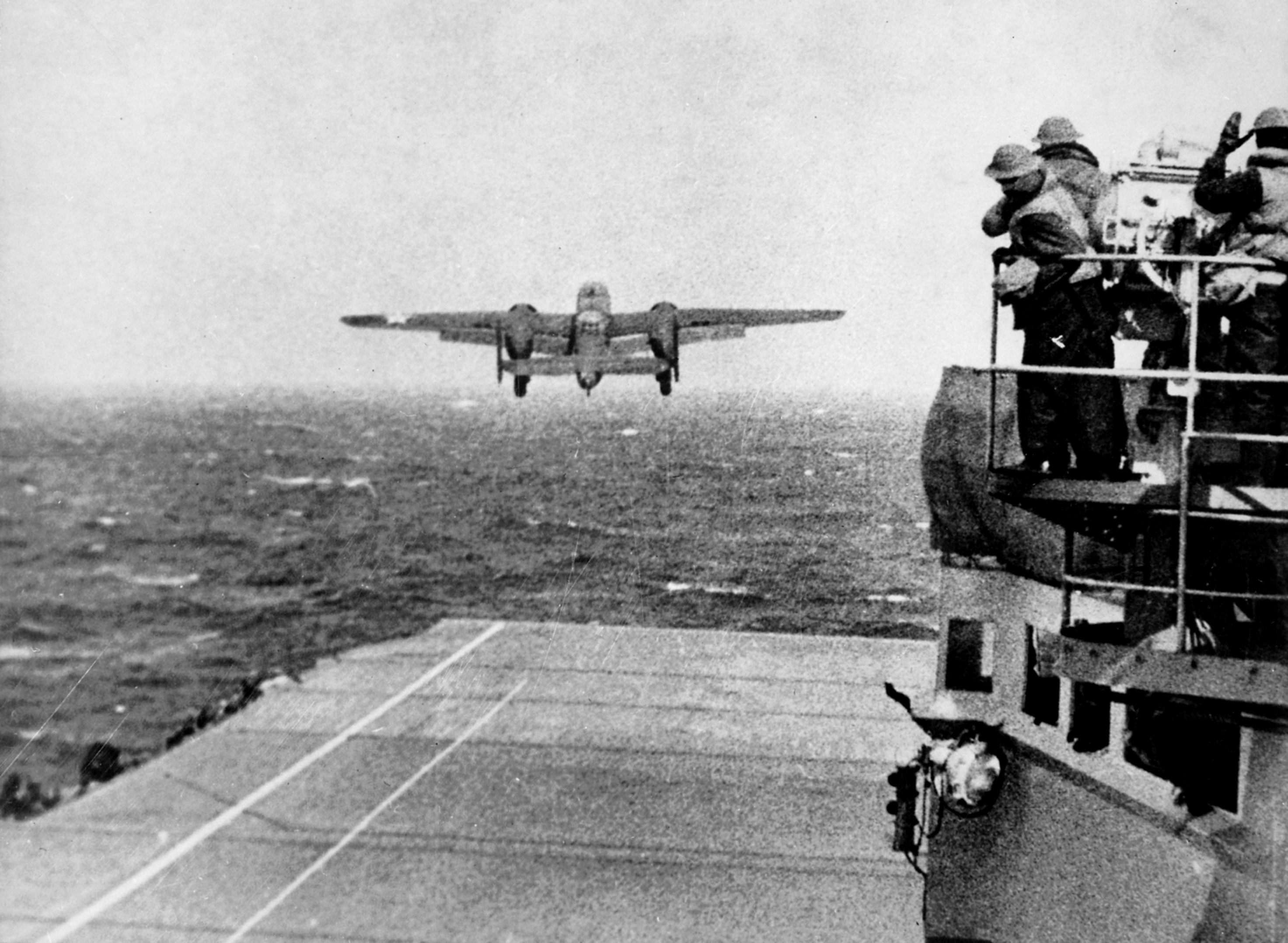
Der Start der B-25-Bomber von der USS Hornet

Am 8. April verließ die USS Enterprise unter dem Kommando von Vizeadmiral Halsey im Rahmen der Task Force 16 Pearl Harbor. Zusammen mit den Kreuzern USS Salt Lake City und USS Northampton, vier Zerstörern und einem Tanker hatte sie den Auftrag, nördlich der Midway-Insel die Task Force 18 zu treffen. Diese Kampfgruppe, bestehend aus dem Flugzeugträger USS Hornet, zwei Kreuzern, vier Zerstörern und einem Tankschiff, war am 2. April aus dem Hafen von San Francisco ausgelaufen und wurde nach dem Zusammentreffen Halseys Verband unterstellt. Die USS Hornet war wie die USS Enterprise ein Schiff der Yorktown-Klasse, beide Schwesterschiffe trafen hier zum ersten Mal aufeinander.
Die Soldaten der USS Enterprise staunten nicht schlecht, als sie auf dem Deck der USS Hornet 16 zweimotorige Bomber vom Typ North American B-25 „Mitchell“ festgezurrt sahen. Wilde Spekulationen machten die Runde, bis Halsey schließlich über die Bordlautsprecher verlauten ließ, dass diese Bomber für einen Angriff auf Tokyo (Doolittle Raid) bestimmt seien. Diese Durchsage löste, wie Zeitzeugen es beschrieben, eine „emotionale Eruption“ unter der Besatzung der USS Enterprise aus. Die Aufgabe der Enterprise bei dieser Misson war die Übernahme des Luftschutzes des gesamten Verbandes, da die Jagdflugzeuge der USS Hornet wegen der speziellen Beladung unter Deck verstaut waren und daher nicht eingesetzt werden konnten.
Am 18. April – die acht Zerstörer und die beiden Tankschiffe waren am Vortag aus dem Kampfverband entlassen worden – bemerkten die Radaroffiziere der Enterprise ein japanisches Patrouillenboot, die Nitta Maru. Dem japanischen Schiff gelang es, bevor es vom Begleitkreuzer Nashville versenkt wurde, einen Funkspruch abzusetzen. Admiral Halsey ließ daraufhin – obwohl eigentlich beabsichtigt gewesen war, noch näher an das japanische Festland heranzukommen – folgenden Befehl an die Hornet signalisieren:

„Launch planes. To Col. Doolittle and his gallant command, good luck and God bless you. Halsey“

„Flugzeuge starten. An Oberst Doolittle und sein tapferes Kommando, viel Glück und Gott schütze euch. Halsey“

Tausende Matrosen auf der USS Enterprise und den Begleitkreuzern beobachteten nun den spektakulären Start der zweimotorigen Bomber und jedes Mal, wenn es einer Bomberbesatzung gelang, ihre Maschine vom Flugzeugdeck der USS Hornet zu starten, brandete frenetischer Jubel unter den Matrosen auf. Nachdem alle 16 B-25-Bomber sicher gestartet waren und ihren Flug in Richtung japanisches Festland aufgenommen hatten, befahl Halsey für den gesamten Verband den sofortigen beschleunigten Rückzug nach Pearl Harbor. Unterwegs lauschten die Schiffsbesatzungen gespannt den Ausführungen von Radio Tokyo und bekamen so die Konfusionen mit, welche die Angriffe in der japanischen Hauptstadt auslösten. Weitere fünf feindliche Patrouillenboote wurden im Laufe des Tages von der sich zurückziehenden Kampfgruppe versenkt. Einem der Boote gelang dabei der Abschuss eines Dauntless-Sturzkampfbombers der USS Enterprise, dessen Besatzung gerettet werden konnte. Am nächsten Tag trafen die beiden Flugzeugträger und die vier Kreuzer auf die zurückgebliebenen Zerstörer und die Tankschiffe. Gemeinsam erreichten sie trotz schwerer See sicher den Hafen von Pearl Harbor. Die Besatzungen der Task Force waren zur Geheimhaltung verpflichtet und durften an Land nicht über das Erlebte sprechen.

#### Schlacht im Korallenmeer
Die USS Enterprise und die USS Hornet wurden, nachdem sie von der Doolittle Raid nach Pearl Harbor zurückgekehrt und dort aufgetankt und aufmunitioniert waren, den beiden anderen im Pazifik stationierten Flugzeugträgern USS Lexington und USS Yorktown in Richtung Korallenmeer nachgesandt. Die USS Enterprise hatte außerdem den Auftrag, eine Flugzeugstaffel nach Efate zu überstellen.
In die Schlacht im Korallenmeer, in der die USS Lexington am 8. Mai 1942 von den Japanern versenkt und die USS Yorktown beschädigt worden war, konnten die beiden anderen Flugzeugträger nicht mehr eingreifen. Trotzdem verlor die USS Enterprise bei dieser 19 Tage dauernden Mission zehn Flugzeuge durch Unfälle. Am 16. Mai ereilte beide Flugzeugträger ein Funkspruch von Admiral Nimitz, der sie aufforderte, schnellstens nach Pearl Harbor zurückzukehren.

#### Midway
Der Grund für diesen beschleunigten Rückzug waren die Erkenntnisse, die die amerikanische Funkaufklärung aus der Auswertung und Entschlüsselung japanischer Funksprüche gewonnen hatte. Demnach war in der ersten Juniwoche mit der bis dahin größten Marineoperation der Militärgeschichte zu rechnen, deren Ziel die Besetzung der Midwayinseln war und deren Verlauf als Schlacht um Midway zu einer Wende im Pazifikkrieg führte.
Die von Admiral Halsey kommandierte Task Force 16 mit den Flugzeugträgern USS Enterprise und USS Hornet lief am 26. Mai in Pearl Harbor ein, um beschleunigt wieder aufgetankt und aufmunitioniert zu werden. Einen Tag später kam die schwer angeschlagene USS Yorktown aus dem Korallenmeer zurück, um in der Rekordzeit von drei Tagen notdürftig repariert zu werden.
Auf der USS Enterprise vollzog sich indes ein Kommandowechsel. Für den erkrankten Admiral William F. Halsey kam der Kommandant der Kreuzer der Task Force 16, Raymond A. Spruance, und übernahm für die nun folgende richtungsweisende Schlacht die Kommandobrücke des Flugzeugträgers. Am 28. Mai verließ die USS Enterprise zusammen mit der USS Hornet und den Schiffen der Deckungsgruppe den Hafen. Ziel war ein Treffpunkt etwa 300 Meilen nordostwärts der Midwayinseln. Nachdem auch die im Schnellverfahren reparierte Yorktown mit ihrer Task Force 17 dort eingetroffen war, waren alle drei Flugzeugträger der Yorktown-Klasse mit dem Ziel versammelt, die japanischen Kontrahenten in einem Überraschungsangriff auszuschalten.

##### Versenkung der Kaga und der Akagi

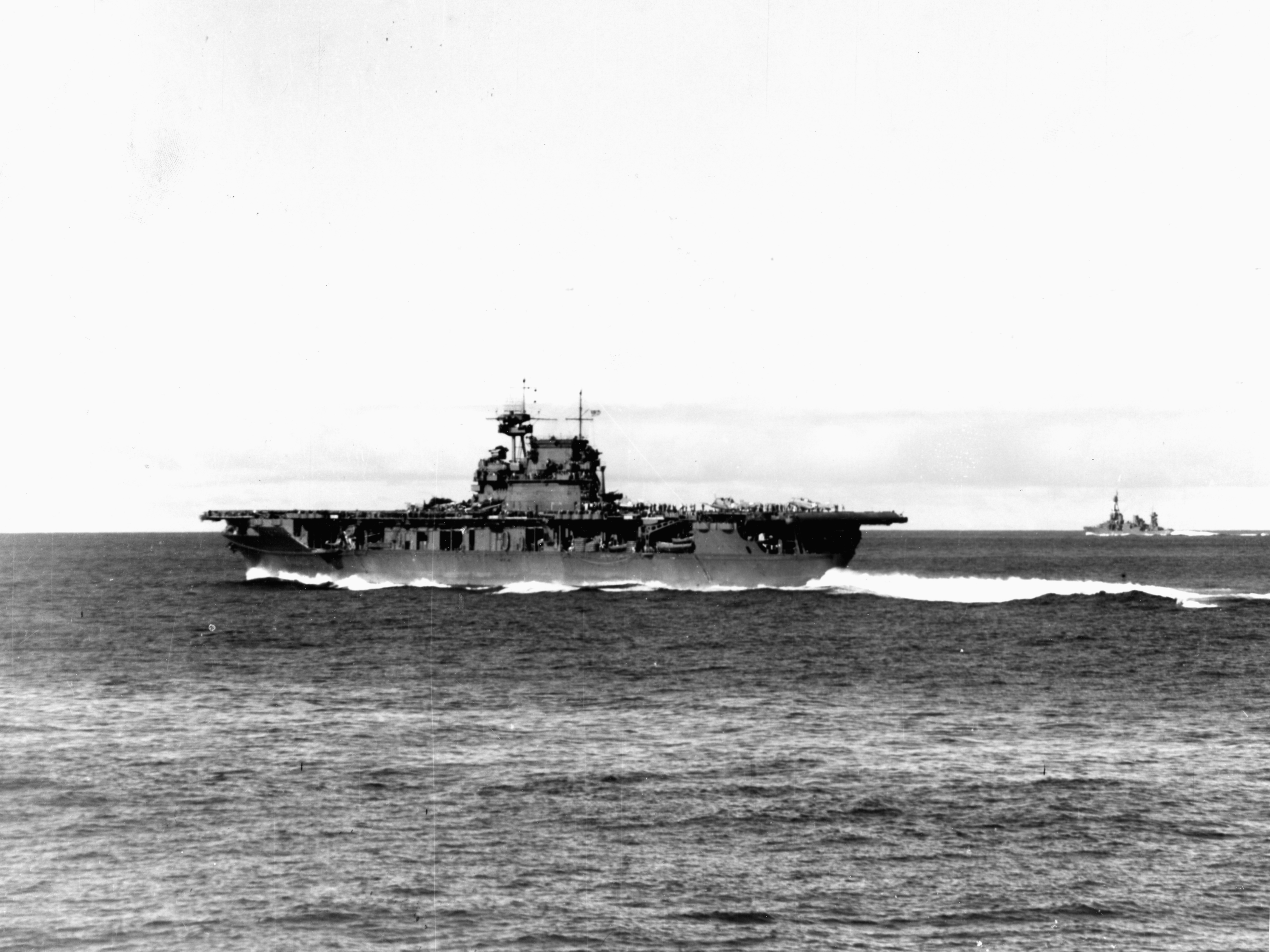
Die USS Enterprise am 4. Juni 1942 um 7:25 Uhr, nachdem die Dauntless-Bomber gestartet waren und nun auf den Start der Jagdflugzeuge und Torpedobomber warteten

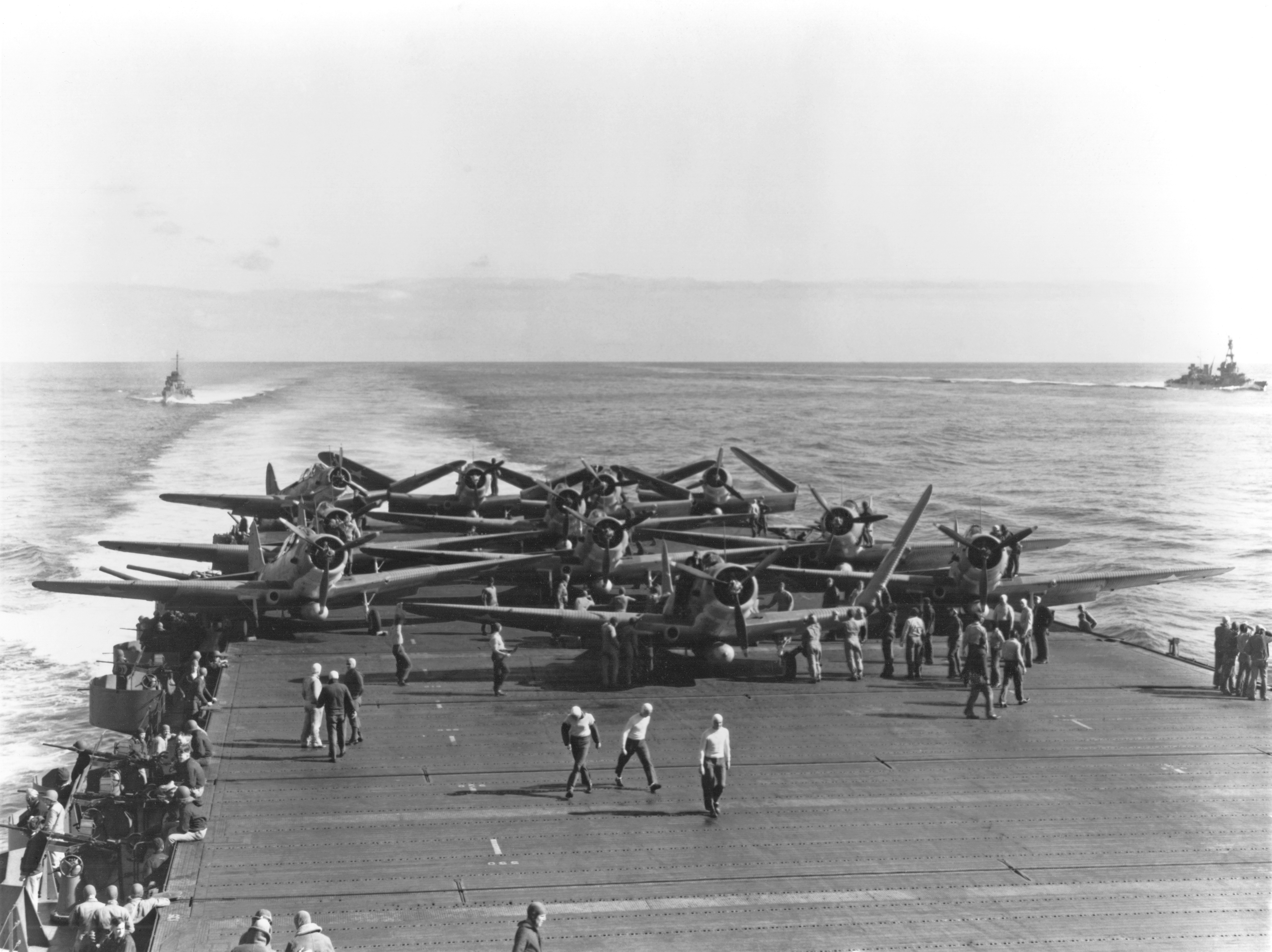
Elf von 14 Torpedobombern am 4. Juni gegen 7:30 Uhr kurz vor dem Start

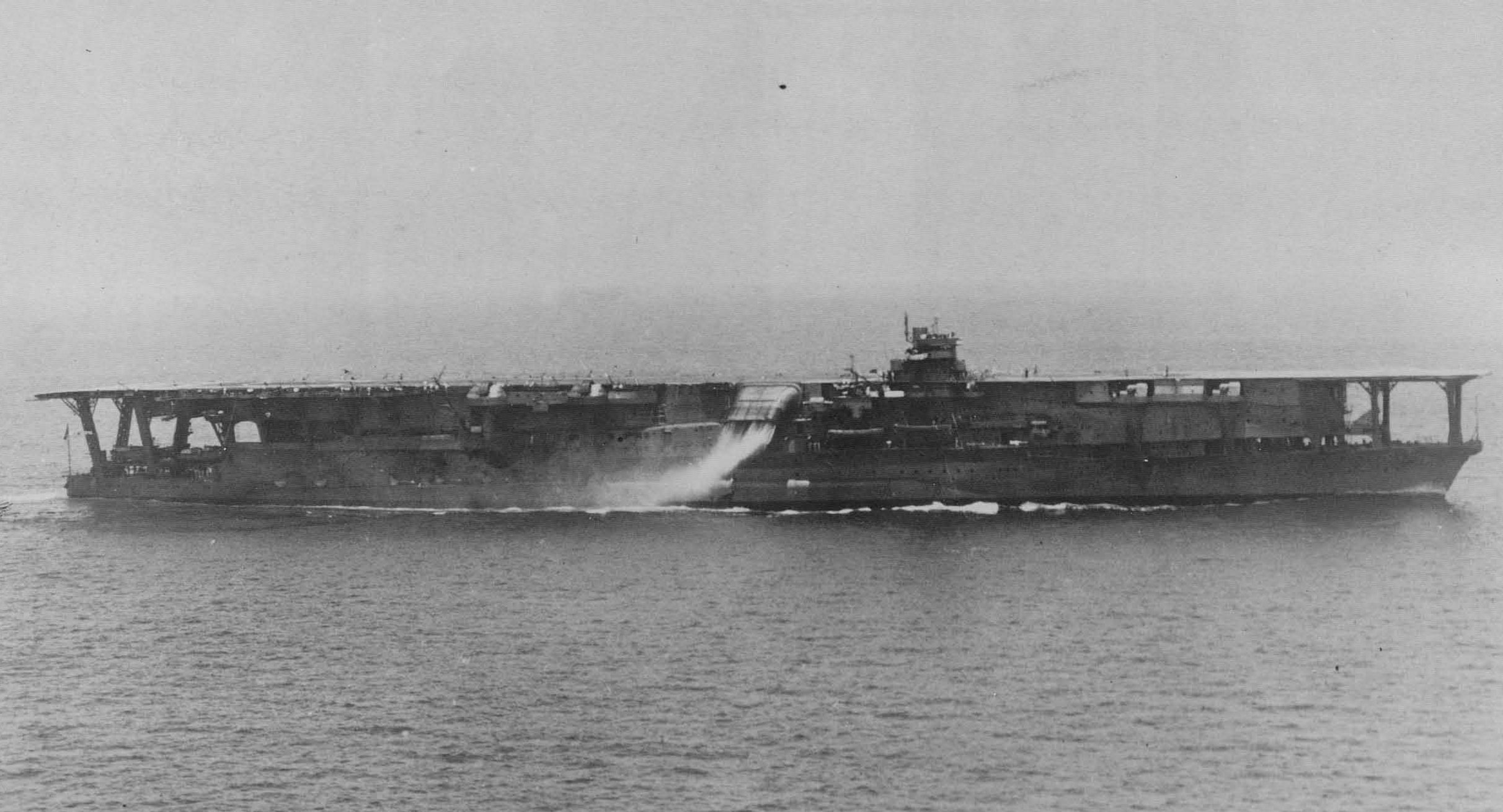
Der japanische Flugzeugträger Kaga, der von den Dauntless der USS Enterprise zuerst versenkt wurde

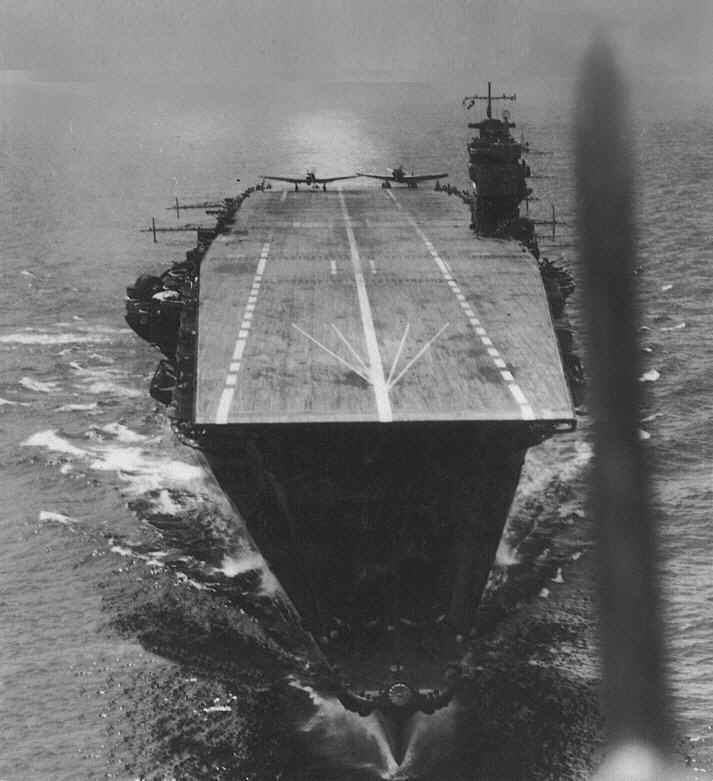
Die Akagi, das Flaggschiff der japanischen Flotte, wurde durch eine Bombe eines Enterprise-Sturzkampfbombers so schwer beschädigt, dass sie aufgegeben werden musste

Nachdem die Japaner, wie von der amerikanischen Funkaufklärung vorhergesagt, am 3. Juni 1942 einen Ablenkungsangriff auf die Aleuten durchgeführt hatten, befanden sich die Flugzeugbesatzungen der USS Enterprise am 4. Juni, dem Tag der geplanten Invasion der Midwayinseln, ab 3 Uhr morgens in Alarmbereitschaft und warteten auf eine Sichtungsmeldung der japanischen Flotte. Nachdem diese schließlich eingetroffen war, starteten ab 7 Uhr zuerst die 33 Dauntless-Sturzkampfbomber der Staffeln VB-6 und VS-6. Eigentlich sah der Plan vor, dass diese gemeinsam mit 14 Devastator-Torpedobombern und zehn Wildcat-Jagdflugzeugen den Angriff auf die japanischen Flugzeugträger durchführen sollten. Da es beim Start der Flugzeuge aber immer wieder zu Verzögerungen kam, befahl Admiral Spruance den Sturzkampfbombern nach 40 Minuten des Wartens alleine vorauszufliegen, nachdem sie bereits einen Teil ihres Treibstoffvorrates durch das Fliegen der Warteschleifen verbraucht hatten.
Diese Probleme waren typisch für den Verlauf der Schlacht, die dadurch gekennzeichnet war, dass die amerikanischen Angriffe sehr unkoordiniert erfolgten. Letztendlich begünstigte aber gerade dieses Durcheinander das Anbringen der entscheidenden Treffer.
Die Jagdflugzeuge der USS Enterprise hatten den Auftrag, den veralteten Torpedobombern Begleitschutz zu geben. Durch einen Irrtum auf Seiten der Jagdflieger verwechselten sie während des Fluges die eigenen Torpedobomber mit jenen der USS Hornet. Da sie aber auch diese aus den Augen verloren, kehrten sie schließlich unverrichteter Dinge wieder zur USS Enterprise zurück. Die Torpedobomber beider amerikanischer Flugzeugträger, die ihre Angriffe unabhängig voneinander zu unterschiedlichen Zeitpunkten flogen, wurden nun zu einem leichten Ziel für die japanischen Verteidiger. Die Verluste der amerikanischen Staffeln waren derart verheerend (zehn von 14 Enterprise-Devastators wurden abgeschossen, die Staffel der USS Hornet wurde von den Japanern sogar vollständig vernichtet), dass ein überlebendes Besatzungsmitglied der Torpedobomber-Staffel der USS Enterprise im Bereitschaftsraum der Jagdflieger damit drohte, mit seiner Dienstpistole seine toten Kameraden zu rächen, weil sie durch die Wildcat-Jagdflugzeuge keinen Begleitschutz erhalten hatten.
Die Sturzkampfbomber der USS Enterprise hatten währenddessen nach eineinhalb Stunden Flug die japanische Flotte noch immer nicht gefunden, weil diese seit der ersten Sichtung eine Kursänderung vorgenommen hatte. Der Verbandsführer entschloss sich daher, den Kurs von Südwest auf Nordwest zu ändern. Zwanzig Minuten später sah er unter sich einen japanischen Zerstörer, der nach der Verfolgung des amerikanischen U-Bootes USS Nautilus zur Hauptflotte zurückkehrte. Die Sturzkampfbomber änderten nun ein zweites Mal ihre Richtung und folgten dem japanischen Kriegsschiff. Wenige Minuten später tauchte die riesige japanische Flotte mit den Flugzeugträgern Akagi, Kaga, Hiryū und Sōryū am Horizont auf.
Als die Enterprise-Sturzkampfbomber um etwa 10:20 Uhr über dem feindlichen Flottenverband eintrafen, war zufällig gerade wieder ein Angriff einer Staffel amerikanischer Torpedobomber im Gange. Dieser wurde von den Maschinen der USS Yorktown durchgeführt, die wie ihre Kameraden von den beiden anderen Flugzeugträgern einer nach dem anderen von den Japanern abgeschossen wurden. Für die Dauntless-Maschinen der USS Enterprise hatte dies aber den Vorteil, dass sich sämtliche japanische Jagdflugzeuge und auch die Flugabwehr der japanischen Kreuzer und Zerstörer ausschließlich den Yorktown-Torpedobombern widmeten. Die Sturzkampfbomber der USS Enterprise wurden von den Japanern erst bemerkt, als sie sich schon im Sturzflug auf zwei der vier Flugzeugträger befanden.
Die Enterprise-Piloten nahmen die beiden südlich stehenden Träger, die Kaga und die Akagi, ins Visier. Dabei beging der amerikanische Verbandsführer den Fehler, dass er sich entgegen der vereinbarten Taktik auf den näheren Flugzeugträger stürzte. Diesen hätte er eigentlich dem hinteren Teil seiner Formation überlassen müssen, während er mit seiner Staffel die weiter nördlich liegende Akagi, das Flaggschiff von Vizeadmiral Nagumo Chūichi, hätte attackieren müssen. Dieser Fehler führte nun dazu, dass sich bis auf drei Flugzeuge auch alle anderen Maschinen auf den näheren Flugzeugträger, die Kaga, stürzten und ihn mit insgesamt fünf Treffer so schwer beschädigten, dass er noch am gleichen Abend sank, während die Akagi unbehelligt blieb. Allerdings waren die restlichen drei Dauntless der USS Enterprise unter der Führung von Richard Best wegen eines technischen Problems niedriger geflogen, konnten daher das taktische Missgeschick ihres Verbandsführers beobachten und entsprechend reagieren. Sie stürzten sich nun auf die Akagi und die von Richard Best abgeworfene Bombe traf den Flugzeugträger in der Schiffsmitte. Da die japanischen Flugzeugträger aus verschiedenen technischen Gründen verwundbarer als ihre amerikanischen Kontrahenten waren, reichte dieser eine Treffer aus, um die Akagi derart zu beschädigen, dass sie später aufgegeben werden musste. Die eingeschlagene Bombe hatte im Schiffsinneren aufgetankte und aufmunitionierte Flugzeuge getroffen und die daraus resultierenden Sekundärexplosionen versetzten letztendlich dem Flaggschiff der japanischen Flotte den Todesstoß.
Während die Enterprise-Piloten den zwei südlich stehenden Trägern tödliche Treffer versetzen konnten, gelang es den zeitgleich eingetroffenen Sturzkampfbombern der USS Yorktown, auch die Sōryū schwer zu treffen. Somit hatten die Japaner binnen weniger Minuten drei ihrer vier Flugzeugträger verloren, nur die Hiryū war unversehrt geblieben. Von ihr starteten im Laufe des Tages zweimal Maschinen, um einen Gegenschlag gegen die amerikanischen Träger zu führen. Beide Angriffe hatten die USS Yorktown zum Ziel, die, nachdem sie am 6. Juni noch von einem japanischen U-Boot-Torpedo getroffen worden war, am Tag darauf sank. Um zu verhindern, dass die drei brennenden japanischen Träger als Kriegsbeute in die Hand der Amerikaner fielen, wurden sie in der Nacht vom 4. auf den 5. Juni von eigenen Zerstörern versenkt.
Für die überlebenden Flugzeugbesatzungen der Dauntless-Bomber war die Rückkehr zur USS Enterprise ein Flug ins Ungewisse. Einerseits mussten sie wütende Angriffe der japanischen Jagdflieger überstehen, andererseits gingen bei vielen Maschinen die Treibstoffvorräte zu Neige. In der Folge fanden sich nur 14 der 32 gestarteten Maschinen auf dem Flugzeugträger wieder ein. Allerdings landeten auf der USS Enterprise auch 14 Sturzkampfbomber der USS Yorktown, auf der ein regulärer Flugbetrieb nach den erhaltenen Treffern phasenweise nur noch eingeschränkt möglich war.

##### Versenkung der Hiryū

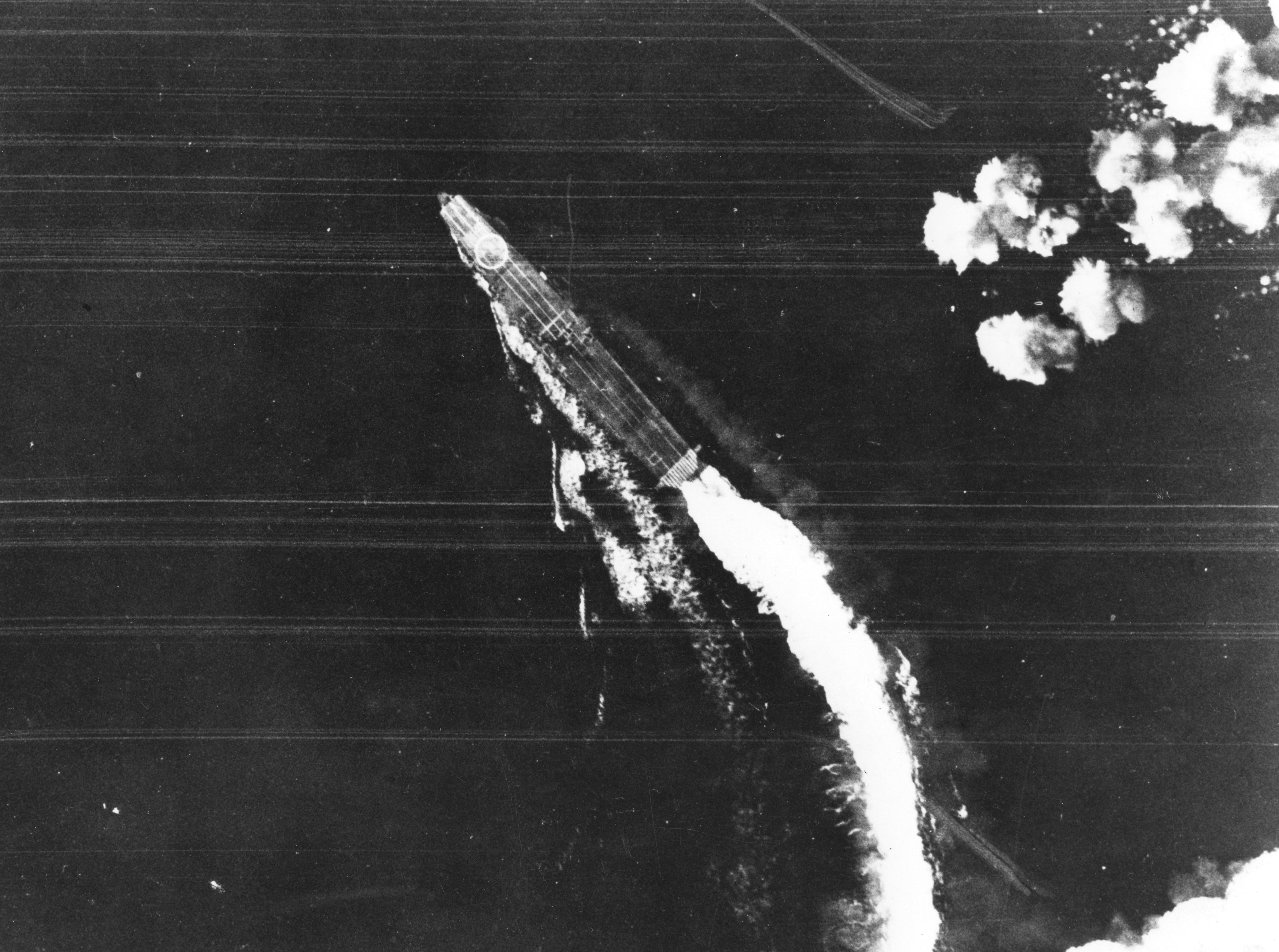
Die Hiryū am Morgen des 4. Juni 1942, während eines Angriffes von landgestützten Boeing B-17, der ohne Folgen blieb

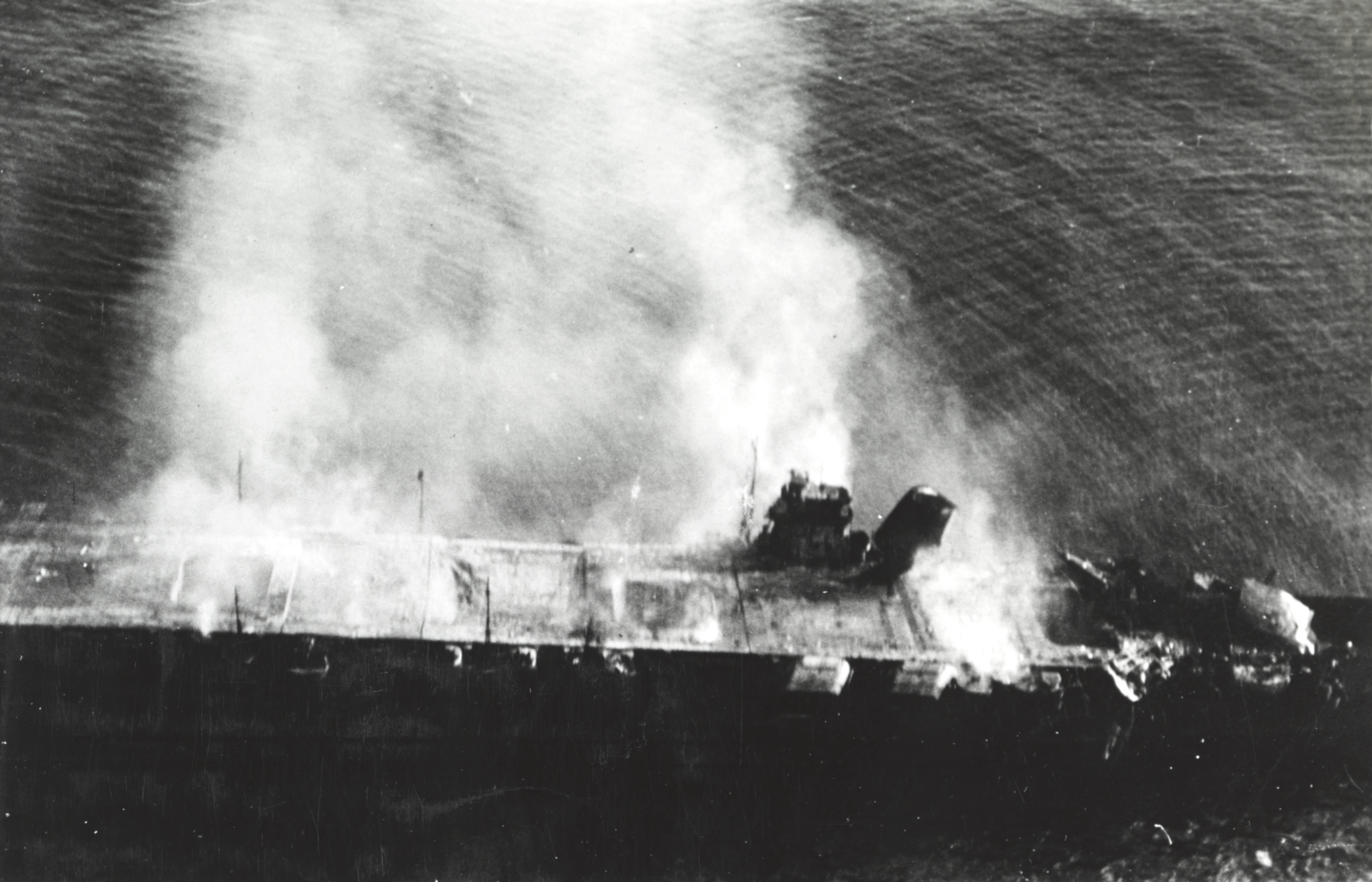
Die von den Japanern aufgegebene brennende Hiryū am 5. Juni 1942

Um 14:45 Uhr sichtete ein Suchflugzeug der USS Yorktown die Hiryū und ihre Begleitschiffe. Daraufhin wurde auf der USS Enterprise aus den Resten der beiden eigenen Sturzkampfbomberstaffeln VS-6 und VB-6 und den von der USS Yorktown gelandeten Staffeln VS-5 und VB-3 eine schlagkräftige Kampfgruppe zusammengestellt. Innerhalb von zwanzig Minuten starteten 25 Dauntless-Sturzkampfbomber und acht Wildcat-Jagdflugzeuge.
Bereits nach ungefähr vierzig Minuten Flug entdeckte der amerikanische Verband die Hiryū und ihre Begleitschiffe. Der amerikanische Verbandsführer entschied sich, seine Streitmacht zu teilen. Mit den zehn Maschinen der Enterprise griff er den Flugzeugträger an, während die 15 Dauntless der Yorktown das Schlachtschiff Haruna als Ziel zugewiesen bekamen. Bedrängt von den letzten japanischen Jagdflugzeugen gelangen den amerikanischen Sturzkampfbombern zunächst keine Treffer auf dem Flugzeugträger, zumal die Hiryū auch geschickt den Bomben ausweichen konnte. Ausgerechnet Richard „Dick“ Best, der am Vormittag die Akagi mit einer einzigen Bombe außer Gefecht gesetzt hatte, landete schließlich den einzigen Treffer der Enterprise-Besatzungen. Der Staffelführer der fünfzehn Yorktown-Bomber traf, nachdem er die Fehlwürfe seiner Kameraden auf die Hiryū beobachtet hatte, die Entscheidung, mit seinen Maschinen ebenfalls den Flugzeugträger und nicht die Haruna anzugreifen. Mit vier weiteren Treffern konnten die Yorktown-Flugzeuge dann auch den letzten japanischen Flugzeugträger außer Gefecht setzen. Die Amerikaner bezahlten diesen Erfolg mit dem Abschuss einer Dauntless der USS Enterprise und zwei der USS Yorktown.

##### Angriffe am 5. und 6. Juni 1942

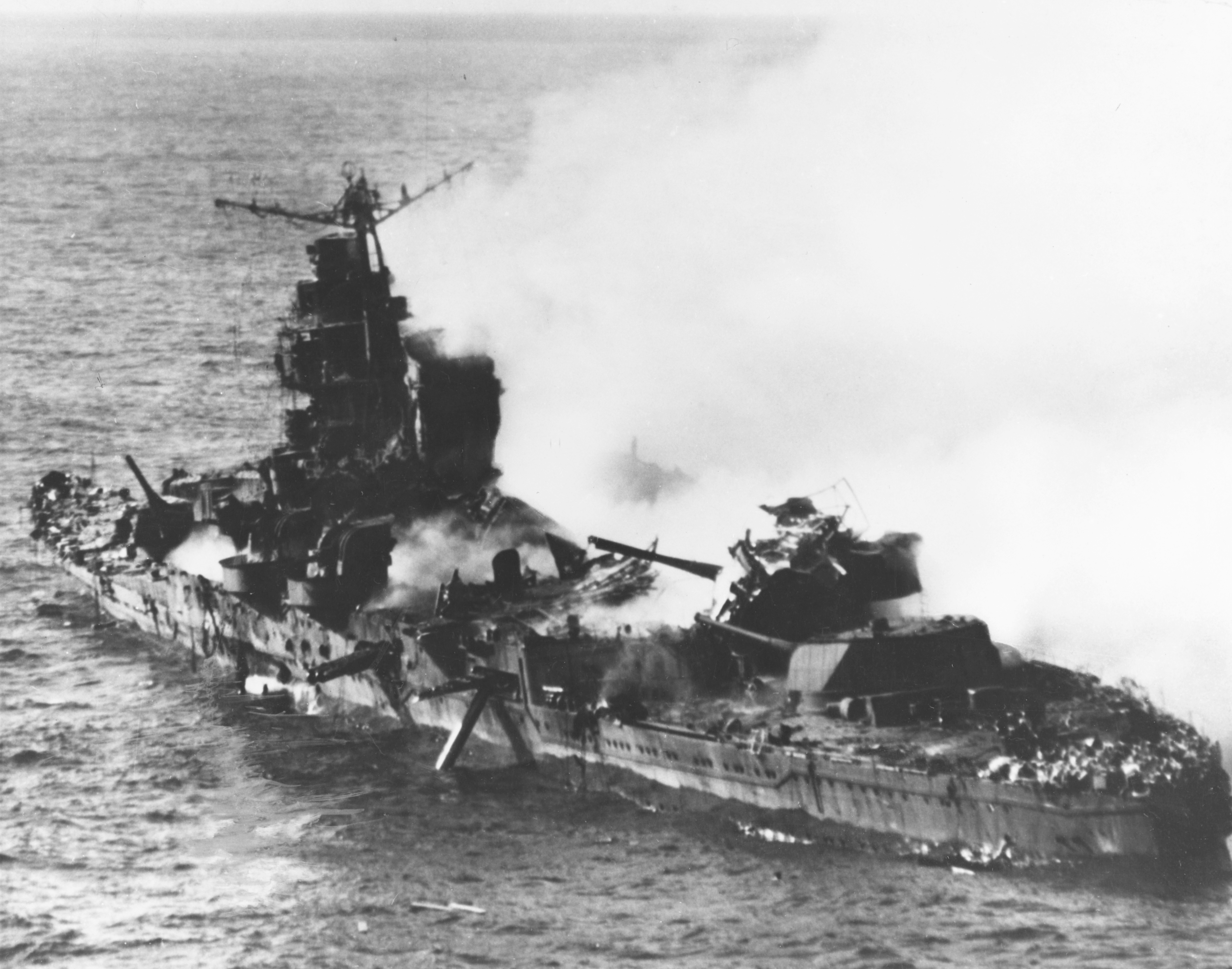
Die ausgebrannte Mikuma am 6. Juni 1942 nach dem Angriff der Sturzkampfbomber

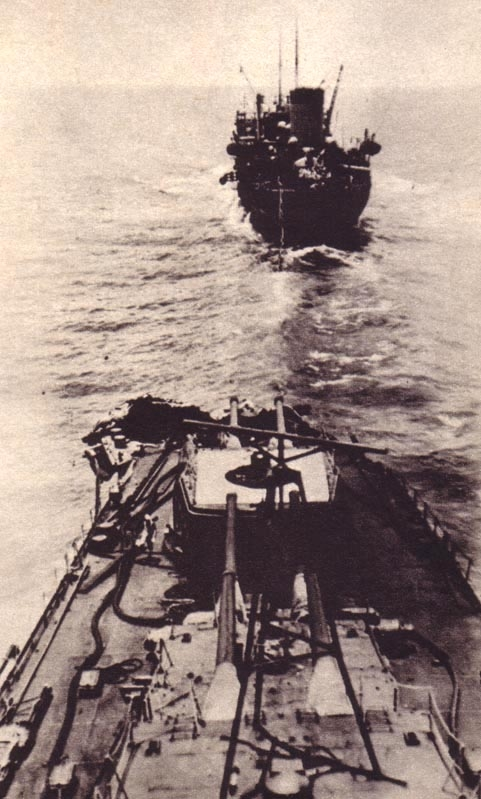
Die schwer beschädigte Mogami bei der Aufnahme von Treibstoff

Am nächsten Tag erhielt die japanische Flotte gegen Mittag den Befehl zum Abbruch des Angriffes auf Midway. Die Schiffe machten daraufhin kehrt und änderten ihren Kurs in Richtung Westen. Die Task Force 16 verlegte ihre Schiffe näher an die Midwayinseln heran und die kombinierte Kampfgruppe von Dauntless-Bombern der USS Enterprise, die am Tag zuvor noch vier Flugzeugträger versenkt hatte, machte an diesem Tag eine vergebliche Jagd auf den japanischen Zerstörer Tanikaze. Dem wendigen Kriegsschiff gelang nicht nur das Kunststück, sämtlichen Bomben der erfahrenen amerikanischen Piloten auszuweichen, sondern auch einen der Angreifer abzuschießen.
Am 6. Juni konnten die Enterprise-Piloten doch noch einen Erfolg verbuchen. Am Vortag waren die japanischen Kreuzer Mogami und Mikuma, die beide jenem Flottenverband angehörten, der die Invasionskräfte für die Midwayinseln begleitete, bei einem Ausweichmanöver kollidiert. Die notdürftig fahrbereit gemachten Kriegsschiffe wurden am Morgen des 6. Juni von einem amerikanischen Suchflugzeug entdeckt. Ab 9:30 Uhr erfolgte der Angriff von 31 Sturzkampfbombern der USS Enterprise und 25 weiteren von der USS Hornet. Der Mogami gelang schwer beschädigt die Flucht, ihr Schwesterschiff Mikuma erhielt hingegen mehrere Treffer und ging noch im Laufe des Tages unter, wobei über 600 Seeleute starben. An diesem Angriff beteiligten sich auch drei Devastator-Torpedobomber der USS Enterprise. Sie stellten die Überreste von drei Staffeln dar, deren Maschinen am 4. Juni bei ihren Angriffen auf die japanischen Flugzeugträgern reihenweise abgeschossen worden waren. Da die angeschlagenen japanischen Kreuzer über keinerlei Luftunterstützung mehr verfügten, konnten die Bomber an diesem Tag unbehelligt ihre Torpedos abwerfen, die auch ihr Ziel trafen. Es war dies der letzte Einsatz dieses veralteten Flugzeugtyps auf der USS Enterprise.

##### Bilanz der Schlacht
Die Schlacht um Midway führte zu einer Verschiebung des Kräfteverhältnisses im Pazifikkrieg. Die Sturzkampfbomber der USS Enterprise versenkten dabei die Flugzeugträger Akagi und Kaga und in Zusammenarbeit mit den überlebenden Piloten der USS Yorktown den Träger Hiryū und den Kreuzer Mikuma.
Die USS Enterprise bezahlte diese Erfolge mit dem Verlust von 31 ihrer 78 Flugzeuge. Die einzelnen Staffeln verzeichneten folgende Verluste:
- VB-3 (Sturzkampfbomberstaffel der USS Yorktown): 4 tote Besatzungsmitglieder
- VB-6 (Sturzkampfbomberstaffel der USS Enterprise): 12 tote Besatzungsmitglieder
- VS-5 (Sturzkampfbomberstaffel der USS Yorktown): 2 tote Besatzungsmitglieder
- VS-6 (Sturzkampfbomberstaffel der USS Enterprise): 12 tote Besatzungsmitglieder, 2 kriegsgefangene Besatzungsmitglieder
- VT-6 (Torpedobomberstaffel der USS Enterprise): 18 tote Besatzungsmitglieder

Fast alle Besatzungsmitglieder starben bereits am 4. Juni bei den Angriffen auf die Flugzeugträger. Die beiden Toten der Staffel VS-5 wurden bei der erfolglosen Jagd auf den Zerstörer Tanikaze abgeschossen. Zwei Männer von VS-6 starben am 6. Juni bei den Angriffen auf die Kreuzer.
Die beiden kriegsgefangenen Besatzungsmitglieder, die am 4. Juni 1942 mit ihrer Dauntless notwassern mussten, wurden vom japanischen Zerstörer Makigumo aufgenommen. Am 15. Juni wurden den beiden Amerikanern Gewichte an ihre Beine gebunden und sie von den japanischen Seeleuten in den Pazifik geworfen, wo sie ertranken.

#### Guadalcanal
Nach einer einmonatigen Überholungsphase lief die USS Enterprise am 16. Juli 1942 in den Südpazifik aus, um mit der TF 61 die Landungen auf den Salomonen zu unterstützen.

#### Ost-Salomonen
Während der Schlacht in den Ost-Salomonen gelang es der US-Marine, den leichten japanischen Träger Ryūjō zu versenken. Die Enterprise selbst erhielt drei Bombentreffer, bei denen 77 Seeleute getötet und 91 verwundet wurden. Sie konnte jedoch aus eigener Kraft nach Pearl Harbor zurückkehren.

#### Santa-Cruz-Islands
Nach einer Reparaturpause lief sie am 16. Oktober erneut in den Südpazifik aus. Dort beteiligte sie sich an der Schlacht um die Santa-Cruz-Islands, bei der ihr Schwesterschiff USS Hornet versenkt wurde. Die Big E war nun der einzige Träger in der US-Pazifikflotte und musste nach zwei Bombentreffern Nouméa für Notreparaturen anlaufen. Als ein erneuter japanischer Vorstoß die Enterprise zum Auslaufen zwang, waren noch Reparaturmannschaften der USS Vestal und 75 Mann der Company B des 3. Construction Bataillons an Bord, die weiter mit Reparaturen beschäftigt waren.

#### Seeschlacht von Guadalcanal
In der Seeschlacht um Guadalcanal konnten ihre Trägerflugzeuge mit dazu beitragen, das Schlachtschiff Hiei am 13. November zu versenken, bevor sie wieder nach Noumea zurückkehrte, um die Reparaturen abzuschließen. Diese Reparaturen waren am 4. Dezember beendet.

#### Rennell Island
Während der Schlacht bei Rennell Island deckten die Flugzeuge der Enterprise einen gemischten Verband aus Kreuzern und Zerstörern gegen japanische Torpedobomber, dabei wurde die Hälfte der Angreifer abgeschossen. Trotzdem trafen und versenkten zwei Torpedos den schweren Kreuzer Chicago.
Die nächsten drei Monate deckten die Maschinen der Enterprise die US-Streitkräfte auf den Salomonen.
Am 27. Mai 1943 kehrte sie nach Pearl Harbor zurück, wo sie als erster Flugzeugträger mit der Presidential Unit Citation durch Admiral Chester W. Nimitz ausgezeichnet wurde.

#### Gilbert Islands
Mitte November 1943 konnte die Enterprise in den Einsatz zurückkehren. Bei der Landung der 27. Infanteriedivision auf Makin Island (19. bis 21. November) unterstützte sie die Bodentruppen. Am 23. November führte die Enterprise zum ersten Mal im Pazifik einen trägergestützten Nachtjägereinsatz durch, als eine Gruppe von drei Maschinen der Enterprise einen Nachtangriff auf die Task Group 50.2 abwehrte. Nach einem Angriff auf Kwajalein am 4. Dezember kehrten sie nach Pearl Harbor zurück.
Für die nächste Operation wurde die Enterprise der Fast Carrier Force zugeteilt. Dabei erfolgten zunächst Angriffe auf die Marshall-Inseln, bevor die Landung auf Kwajalein vom 29. Januar bis zum 3. Februar unterstützt wurde.

#### Truk Atoll
Bei der Operation Hailstone wurde am 17. Februar der wichtige japanische Flottenstützpunkt Truk auf den Karolinen angegriffen. Dabei konnte die Enterprise mit dem ersten radargestützten Nachtangriff von einem US-Träger aus wieder Geschichte schreiben: Zwölf Torpedobomber griffen nachts die in der Lagune liegenden japanische Schiffe an. Trotz heftigen Abwehrfeuers konnte nur eine Maschine abgeschossen werden.
Bei Verlusten von über 200.000 BRT und schweren Schäden an den Einrichtungen wird dieser Angriff auch als Pearl Harbor der Japaner bezeichnet.
Zusammen mit ihren Eskorten wurde sie von der TF 58 zum Angriff auf den Wasserflugzeugstützpunkt auf dem Jaluit-Atoll abgestellt, anschließend dampfte sie nach Maruito und Espiritu Santo. Mit der TG 36.1 unterstützte sie vom 19. bis zum 25. März die Landung auf Emirau Island mit Luftdeckung und Luftnahunterstützung. Nach ihrer Rückkehr zur TF 58 führte sie eine Serie von Angriffen auf Yap, Ulithi, Woleai und Palau, bevor die Landung bei Hollandia auf Neuguinea unterstützt wurde. Anschließend erfolgte ein nochmaliger Angriff auf Truk.

#### Saipan – Guam – Philippinensee
Anfang Juni, fast parallel zur Landung in der Normandie auf der anderen Seite der Welt, begann der Aufmarsch zum Angriff auf die Marianen. Am 15. Juni begann der Kampf um die Marianen mit der Schlacht um Saipan.
Das Japanische Oberkommando plante seit dem September 1943, wieder in die Offensive zu gehen und die Überlegenheit der US-Flotte durch eine siegreiche Schlacht auszugleichen. Bedingt durch die erheblichen Verluste in den Marineluftstreitkräften stützte sich der Plan auf landgestützte Einheiten. Allerdings erwarteten die Japaner den Angriff weiter südlich, weshalb der Schwerpunkt der Fliegerkräfte nicht auf den Marianen selbst stationiert war. Da aber erfolgreiche Landungen auf den Marianen das Mutterland selbst bedrohen würden, wurde die japanische Flotte in Marsch gesetzt. Bedingt durch die Fähigkeiten der US-Funkaufklärung und die präzisen Meldungen der U-Boote ging der Überraschungseffekt frühzeitig verloren. Der folgende Kampf (Schlacht in der Philippinensee) entwickelte sich zur größten Flugzeugträgerschlacht der Welt. Dabei erwiesen sich die leichten, ungepanzerten japanischen Flugzeuge als eindeutig unterlegen: neben drei Flugzeugträgern verloren die Japaner rund 600 Maschinen. Von diesem Schlag erholten sich die japanischen Marineflieger nicht mehr. Die meisten der rund 120 Maschinen verlor die US-Navy durch Bruchlandungen und Notwasserungen nach dem Angriff in der Dämmerung vom 19. Juni. Ein geplanter Nachteinsatz der nachterfahrenen Enterprise-Piloten wurde daraufhin abgesagt, da die Bergung der notgewasserten Flugzeugbesatzungen Vorrang hatte. Die Enterprise blieb nach dieser Schlacht noch bis zum 5. Juli vor Saipan im Einsatz, bevor sie für eine kurze Überholungsphase nach Pearl Harbor zurückkehrte.

#### Golf von Leyte
In Vorbereitung der Landung auf den Philippinen griff die Enterprise ab dem 10. Oktober 1944 zusammen mit anderen Einheiten der Task Force 38 Flugplätze, Küsteneinrichtung und Schiffe auf Okinawa, Formosa und den Philippinen selbst an. Am 17. Oktober 1944 begann mit der Landung auf Leyte der Kampf um die Philippinen. Da mit dem Verlust der Philippinen den Japanern auch der Verlust ihrer rohstoffreichen Besitzungen in Indochina drohte, entsandten sie alle noch verfügbaren Marineeinheiten zu einem koordinierten Angriff auf die US-Flotte. Die Flugzeuge der Enterprise waren an Angriffen auf alle drei japanischen Kampfgruppen beteiligt. Die Japaner konnten sich nur unter schweren Verlusten zurückziehen.
Ab dem 24. Dezember 1944 verfügte sie über ein vollständig nachtkampftaugliches Bordgeschwader, damit war sie der einzige Träger, der über diese Fähigkeit verfügte, entsprechend wurde ihre Bezeichnung von CV auf CV(N) geändert.
- Tokio Angriffe (Februar 1945)
- Kyushu Angriffe (März 1945)

#### Okinawa
Ab dem 5. April unterstützte sie die Operationen bei Okinawa, bis sie am 11. April von einem Kamikazeflieger getroffen wurde. Sie musste bis zum 5. Mai für Reparaturen in das Ulithi-Atoll zurückkehren. Sie nahm im Mai 1945 an Angriffen auf Kyūshū teil.

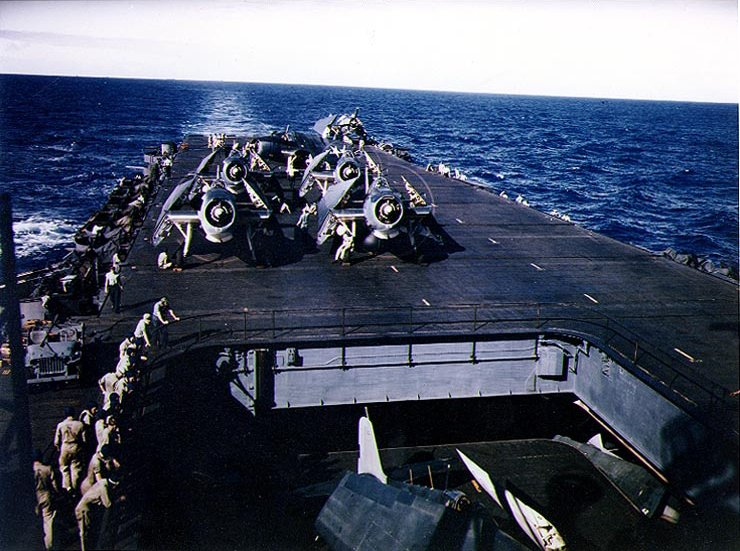
Startvorbereitungen auf dem Flugdeck der USS Enterprise (Mai 1944)
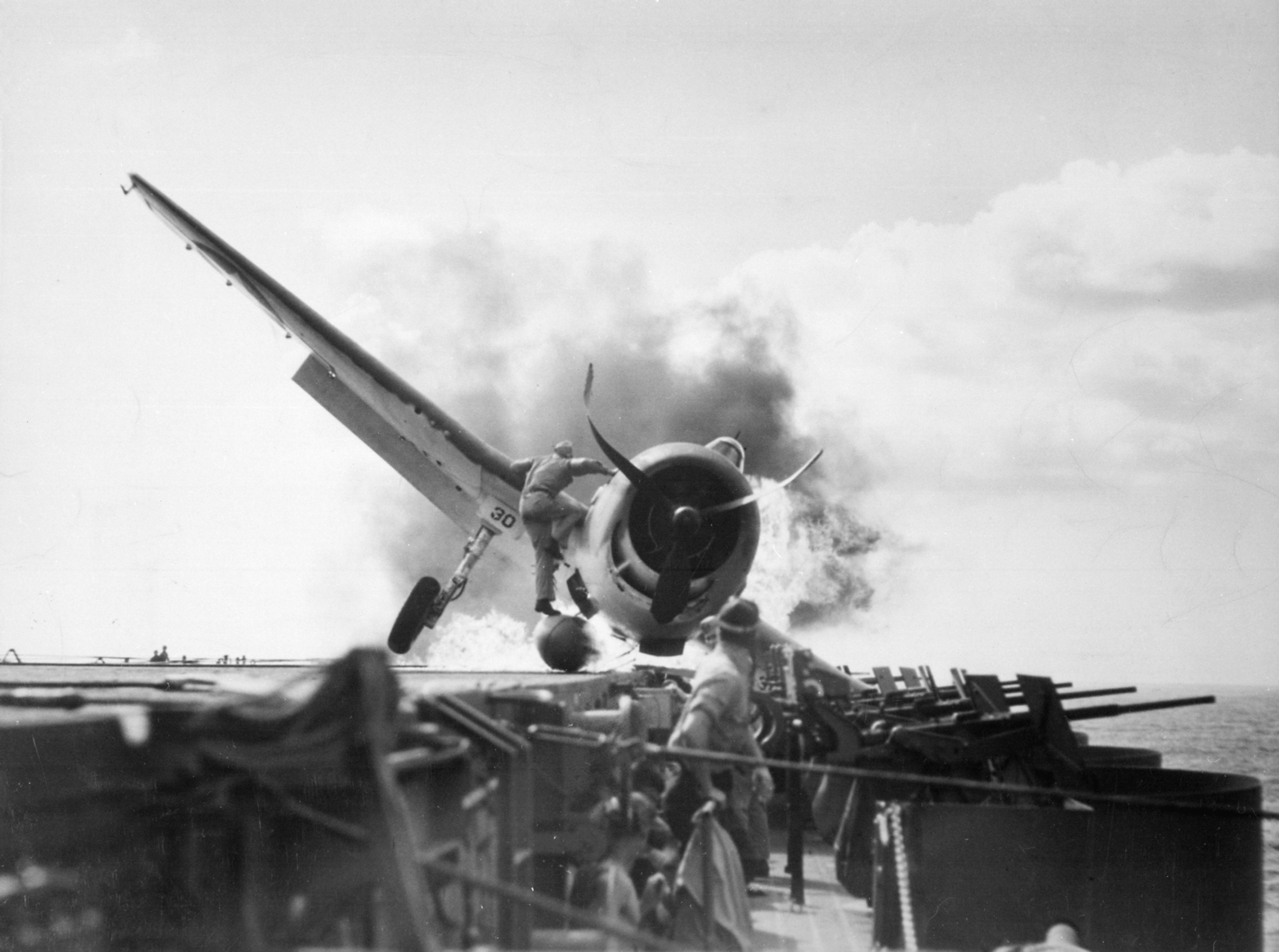
Nach der Bruchlandung einer Grumman F6F Hellcat (November 1943)
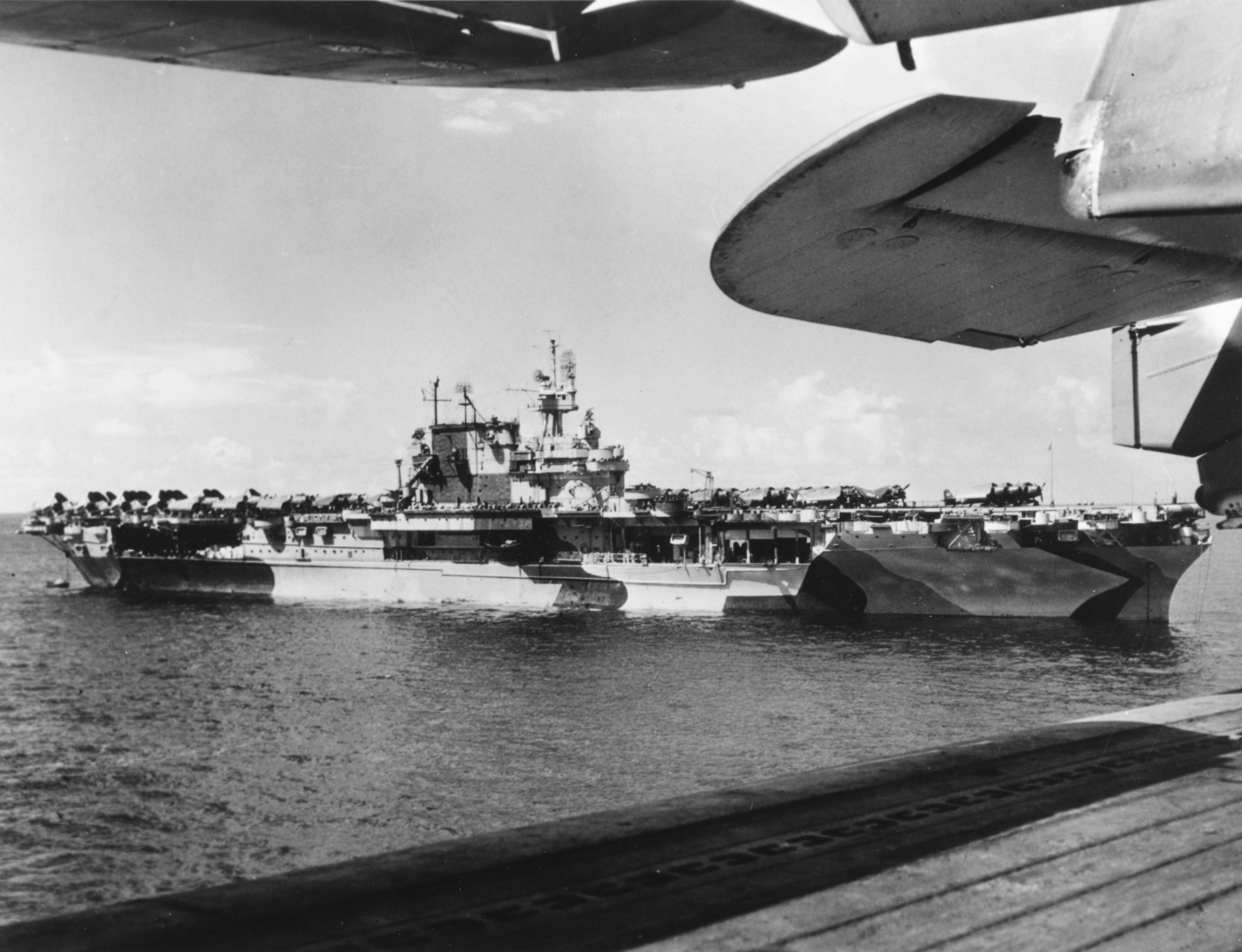
Die Enterprise vor Saipan 1944

### Nach dem Krieg

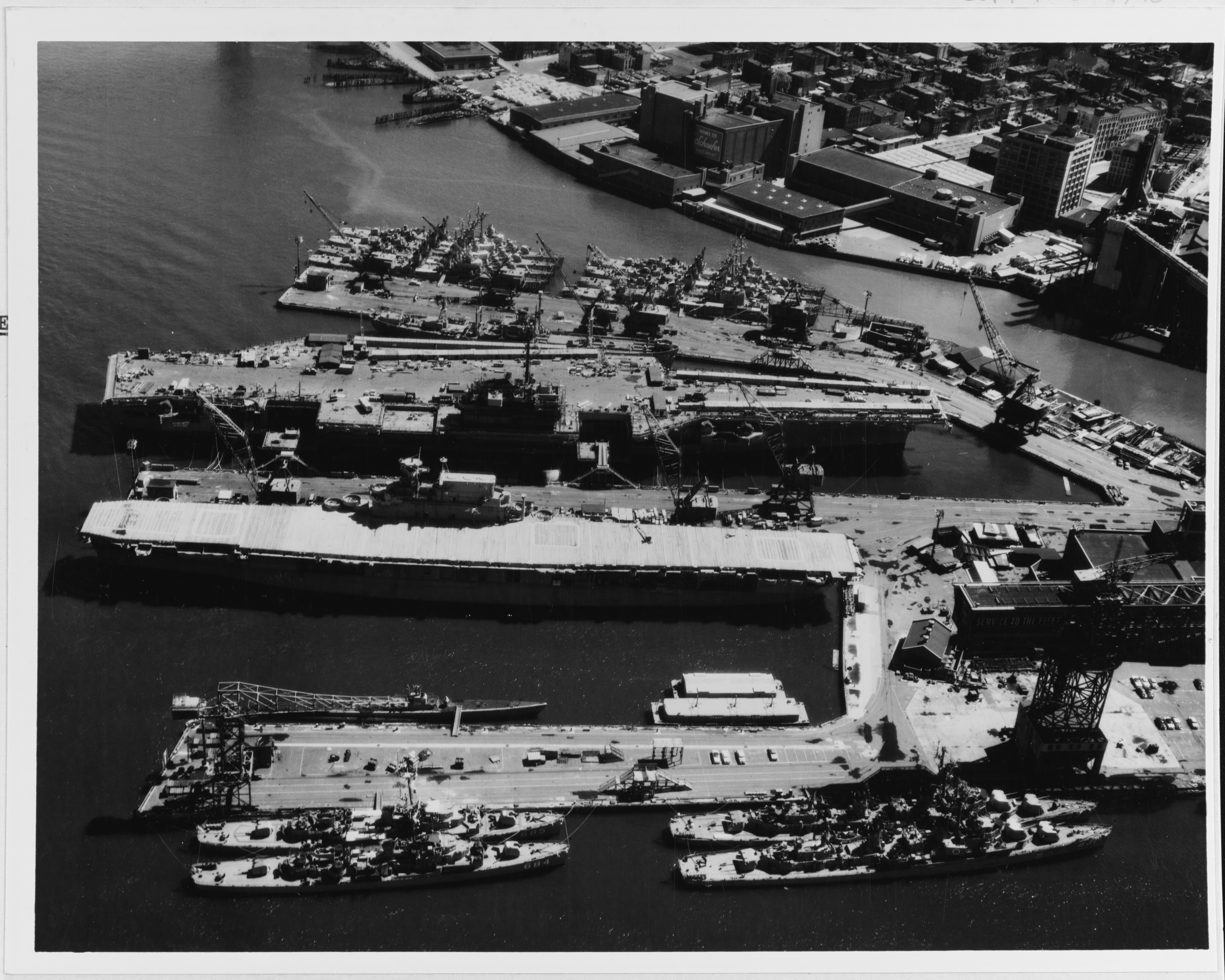
Die USS Enterprise im Juni 1958 auf der New York Naval Shipyard in Erwartung ihrer Verschrottung

Nach dem Ende der Reparaturen nahm sie an der Operation Magic Carpet teil, während eines dieser Einsätze wurde sie vom ersten Lord der britischen Admiralität besucht, der ihr das British Admiralty Pennant verlieh. Sie war damit das einzige Schiff außerhalb der Royal Navy, das diese hohe Auszeichnung erhielt.
Die Außerdienststellung der USS Enterprise erfolgte am 17. Februar 1947. Das Schiff wurde zur Reserve der Atlantikflotte verlegt. Die Bezeichnung lautete als sogenannter Attack-Carrier nun CVA-6. Im August 1953 wurde sie als Anti-U-Boot-Flugzeugträger zur CVS-6.
Die ersten Bemühungen, die Enterprise für die Nachwelt zu erhalten, begannen bereits 1946 auf Initiative des Staates New York. 1949 wurde vorgeschlagen, die Enterprise in San Francisco auf Treasure Island auszustellen. Beide Vorhaben scheiterten an den Kosten. Eine Initiative der Veteranen, die den Erhalt der Enterprise als National Memorial zum Ziel hatte, war erfolgreich, die dafür benötigten Mittel konnten aber nicht aufgebracht werden.
Am 1. Juli 1958 wurde die USS Enterprise zur Verschrottung an das in Kearny ansässige Unternehmen Lipsett Incorporated verkauft. Als der Flugzeugträger, der sich zuvor in der New York Naval Shipyard befunden hatte, den East River entlang in Richtung New Jersey geschleppt wurde, standen Zehntausende New Yorker Spalier, um dem erfolgreichsten Schiff der amerikanischen Kriegsgeschichte die letzte Ehre zu erweisen.

## Verluste und stationierte Lufteinheiten

### Verluste
Während der Einsatzzeit im Pazifikkrieg hatte die Enterprise insgesamt 374 Tote zu beklagen. Davon entfielen auf die Schiffsbesatzung 139 Tote, die anderen gehörten den stationierten Lufteinheiten an.
Zwölf Piloten bzw. Besatzungsmitglieder der Flugzeuge wurden von den Japanern gefangen genommen. Davon wurden zwei direkt nach ihrer Gefangennahme exekutiert. Weitere zwei wurden nach Formosa gebracht und dort kurz vor dem Kriegsende hingerichtet.

### Bordgeschwader
- 07. Dezember 1941 bis 10. März 1942: Enterprise Air Group, Staffeln VF-6, VB-6, VS-6, VT-6
- 08. April 1942 bis 26. April 1942: Enterprise Air Group, Staffeln VF-6, VB-6, VB-3, VT-6
- 26. April 1942 bis 30. April 1942: Enterprise Air Group, Staffeln VF-6, VB-6, VS-6, VT-6
- 28. Mai 1942 bis 13. Juni 1942: Enterprise Air Group, Staffeln VF-6, VB-6, VS-6, VT-6
- 15. Juli 1942 bis 25. August 1942: Enterprise Air Group, Staffeln VF-6, VB-6, VS-5, VT-3
- 16. Oktober 1942 bis 10. Mai 1943: Carrier Air Group 10, Staffeln VF-10, VB-10, VS-10 (umbenannt zu VB-20), VT-10
- 10. November 1943 bis 9. Dezember 1943: Carrier Air Group 6, Staffeln VF-2, VB-6, VT-6
- 16. Januar 1944 bis 25. Juli 1944: Carrier Air Group 10, Staffeln VF-10, VB-10, VT-10, VF(N)-101
- 16. August 1944 bis 23. November 1944: Carrier Air Group 20, Staffeln VF-20, VB-20, VT-20, VF(N)-78
- 24. Dezember 1944 bis 31. Mai 1945: Night Air Group 90, Staffeln VF(N)-90, VT(N)-90

## Kommandanten
- Captain Newton H. White, Jr. (12. Mai 1938 bis 21. Dezember 1938)
- Captain Charles A. Pownall (21. Dezember 1938 bis 21. März 1941)
- Captain George D. Murray (21. März 1941 bis 30. Juni 1942)
- Captain Arthur C. Davis (30. Juni 1942 bis 21. Oktober 1942)
- Captain Osborne B. Hardison (21. Oktober 1942 bis 7. April 1943)
- Captain Carlos W. Wieber (7. April 1943 bis 16. April 1943)
- Captain Samuel P. Ginder (16. April 1943 bis 7. November 1943) Reparatur in Pearl Harbor und Umbau in Bremerton
- Captain Matthias B. Gardner (7. November 1943 bis 10. Juli 1944)
- Commander Thomas J. Hamilton (10. Juli 1944 bis 29. Juli 1944) Reparatur in Pearl Harbor
- Captain Cato D. Glover (29. Juli 1944 bis 14. Dezember 1944)
- Captain Grover B. H. Hall (14. Dezember 1944 bis 25. September 1945)
- Captain William A. Rees (25. September 1945 bis 20. Februar 1946)
- Captain Francis E. Bardwell (20. Februar 1946 bis 10. Juni 1946) festgemacht in Bayonne, New Jersey
- Commander Conrad W. Craven (10. Juni 1946 bis 31. Januar 1947)
- Commander Lewis F. Davis (31. Januar 1947 bis 17. Februar 1947) Außerdienststellung

## Auszeichnungen
- 20 Battle Stars (für die Pazifikkrieg-Einsätze)
- Presidential Unit Citation (Mai 1943)
- British Admiralty Pennant (November 1945) – Die USS Enterprise ist das einzige ausländische Schiff, dem die Royal Navy diese Auszeichnung je verliehen hat.
- Navy Unit Commendation (Juni 1946)
- American Defense Service Medal
- American Campaign Medal
- Asiatic-Pacific Campaign Medal
- World War II Victory Medal
- Philippine Presidential Unit Citation
- Philippine Liberation Medal
- Ehrung durch die Task Force 16 (Mai 1995) – für die Schiffsveteranen

## Film
Der Spielfilm Midway – Für die Freiheit (2019) behandelt die ersten sechs Monate des Pazifikkrieges, hauptsächlich aus Sicht des Piloten Richard Best, zu dieser Zeit Besatzungsmitglied der USS Enterprise. Das Schiff wurde für den Film durch digitale Spezialeffekte dargestellt.